# Konopická

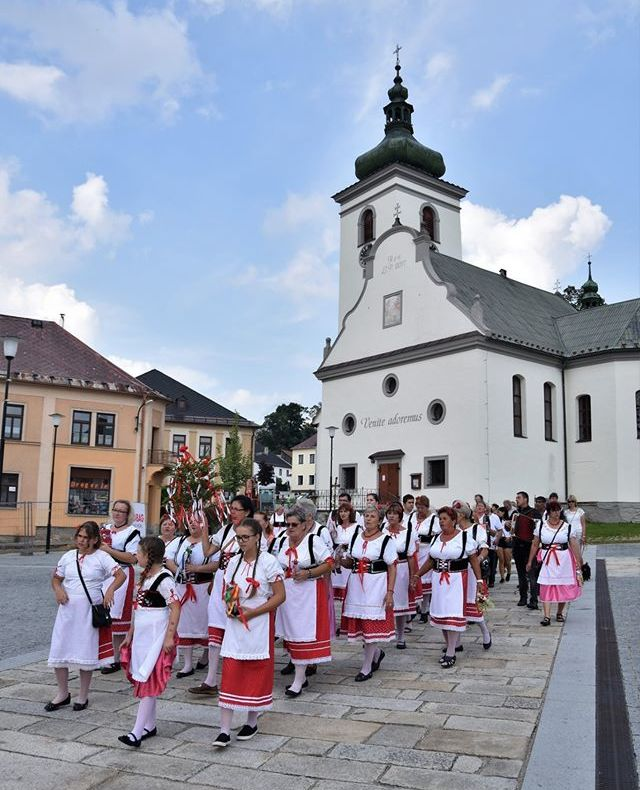
Konopická ve Volarech

Konopická je lidová vesnická zábava pořádaná na znamení ukončení sklizní v závěru léta hlavně v oblastech Šumavy, Pošumaví a jihu Prácheňska. Mezi alternativní názvy patří zástěrková či stromečková zábava, věneček, babí hody, babský bál nebo ženské právo.

## Popis

### Místo a čas
Konopická se pořádala v období konce sklizně. Jde o regionálně vyhraněnou lidovou slavnost spojenou především s oblastmi, mezi něž patří Vodňansko, Prachaticko, Vimpersko, Podlesí, Sušicko, ale také jižní Strakonicko a Písecko. Spíše ojediněle se vyskytuje severně od řeky Otavy, například v okolí Blatné, Mirotic, Chrášťan, Netolic, Číčenic nebo Horažďovic.

### Etymologie
Ač název slavnosti láká k domněnce, že je spojen s konopím, souvisí s pěstováním lnu, který bylo třeba po tzv. vydrhnutí, tedy odstranění hlaviček, sušit. Pochází ze synonyma pro sušárnu lnu, konopici, která je známější spíše jako pazderna. Jednalo se o budovu postavenou většinou za vsí, ve které bývala pec, jež konopici vyhřívala a kolem které se otýpky lnu stavěly. Okna bývala nezasklená, aby tudy mohl unikat kouř, a tak byla veselice slyšet po širokém okolí.
Len a konopička se také vyskytuje v řadě regionálních lidových písní, například v Erbenově sborníku Prostonárodní české písně a říkadla, ve kterém je u č. 676 uveden původ právě z Prácheňska: 
Dokola! Hop, Anko! Mařenko!

do kola, do kolečka: která se točívá,

tej se len dařívá,

dlouhej len, pěknej len,

i zlatá konopíčka.

### Historie
Plná forma konopické je známa hlavně ze 30.–70. let 20. století a vyvinula se z tradičních vesnických zábav a lidových zvyků. Na mnoha místech byla tradice znovu obnovena, ve Volarech už v roce 1989, v roce 2008 ve Strakonicích či roku 2017 v Hejné.

### Postavy a průvod
Konopická je vyhrazená především svobodným dívkám a vdaným ženám (bábám). V době konání slavnosti se u muziky smějí chovat podobně jako jindy muži, tedy mohly platit hudebníky, volit si tanečníka anebo zpívat před kapelou. V průvodu jdou oděné v krojích nebo oděvech typických pro jejich roli a v ruce drží lahve s alkoholem nebo půllitr piva, součástí průvodu jsou samozřejmě i muzikanti a muži (mládenci).
Hlavními postavami jsou Konopičák (Pazderník), Konopička (Pazdernice) a její matka, družba (tlampač) a řada dalších postav, mezi kterými mohou být například kovářka, starosta se ženou, kníže, policajt, cikánská rodina, šenkýř apod.

### Průběh
Konopická má pět hlavních částí, přičemž jednotlivá setkání dívek a mládenců jsou zorganizována natolik daleko od sebe, aby bylo dost času na zábavu a akci. Jedna z žen se převléká za ženicha a jiná za nevěstu. Mají máječek, což je ekvivalent vánočního stromku ověšený pentlemi a cukrovím, či kytice, která se vyzvedává v jednom ze stavení. Před Konopičákovým stavením se dohazuje nevěsta, k jejímuž slaměnému obydlí za vsí se pak jde s ozdobenou károu. Jiné popsané verze slavností uvádějí, že příběh začíná v konopici, kde nevěsta přede a odmítá ženicha, který zlobí a musí ji proto odprosit. Dohazování pokračuje s matkou Konopičky, Konopičák pak smí do boudy a nevěstu si odváží na zdobeném voze poté, co se bouda zapálí. Mládenci převlečení za ministranty a kněze hrají parodii oddavek včetně kopulace, ruce jsou mladým namísto štolou svázány lněným provazem či slaměným povříslem.
Průvod pak jde k hospodě, kam je šenkýř vpustí až po zazpívání písně, jež začíná „Panímámo šenkýřovic, otevřete vrata…“. Tancuje se vždy kolem té dívky, která má máječek, sólo má Konopičák s Konopičkou, přehrávají se parodie částí lidových oddavků a postupně jsou do tance zváni i přespolní. Slavnost vrcholí předáním máječku mládencům či muzikantům a dívky přinášejí k pohoštění přítomných obřadní pečivo, čímž končí dosavadní ženské výsady. Slavnosti končívají až nad ránem, přičemž někdy jsou dívky doprovázeny muzikanty zpět na náves či až domů.

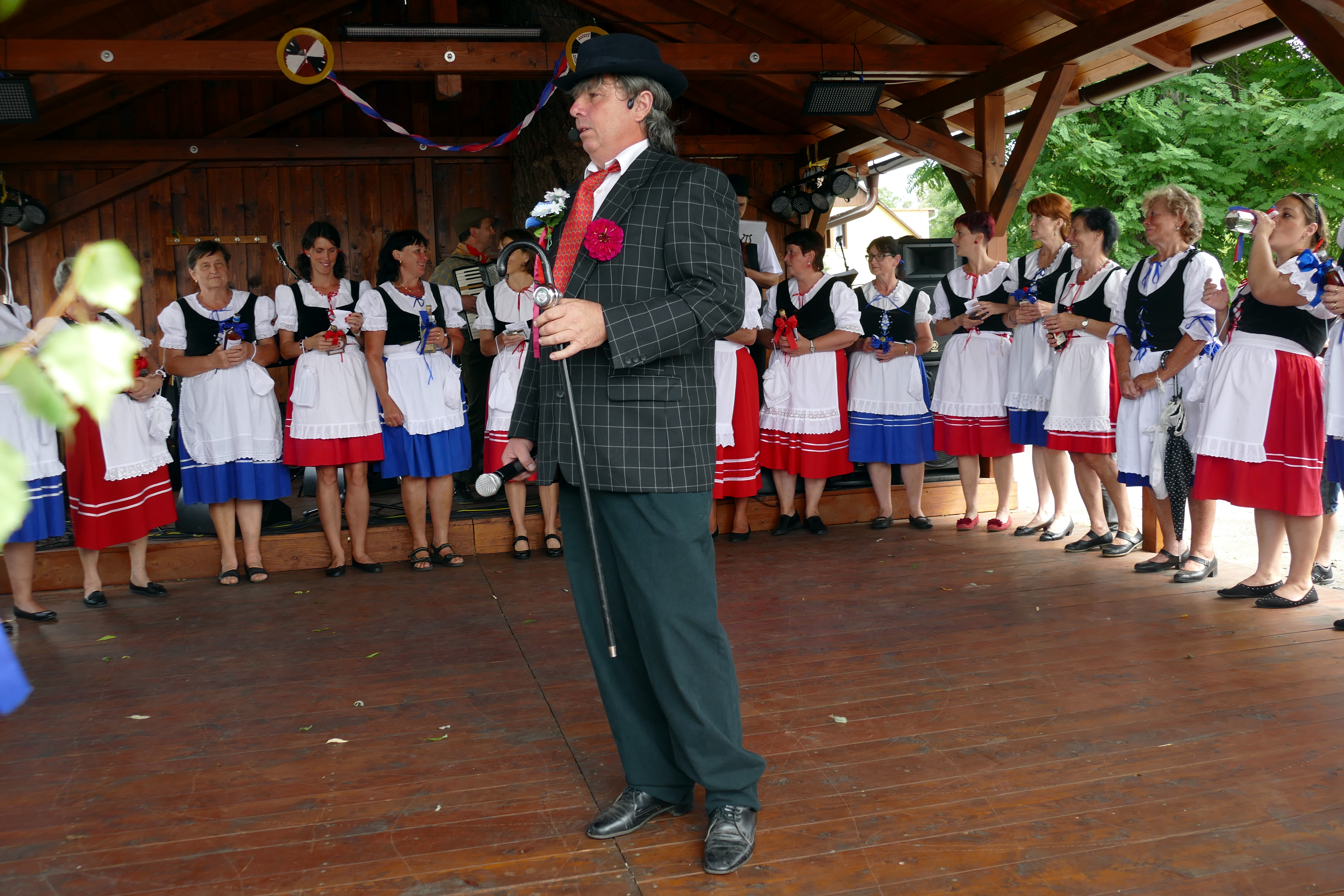
Zahájení Staročeské konopické – děvčata zpívají – hledají pány muzikanty, kteří zahrají při svatbě; v popředí družba (kecal)
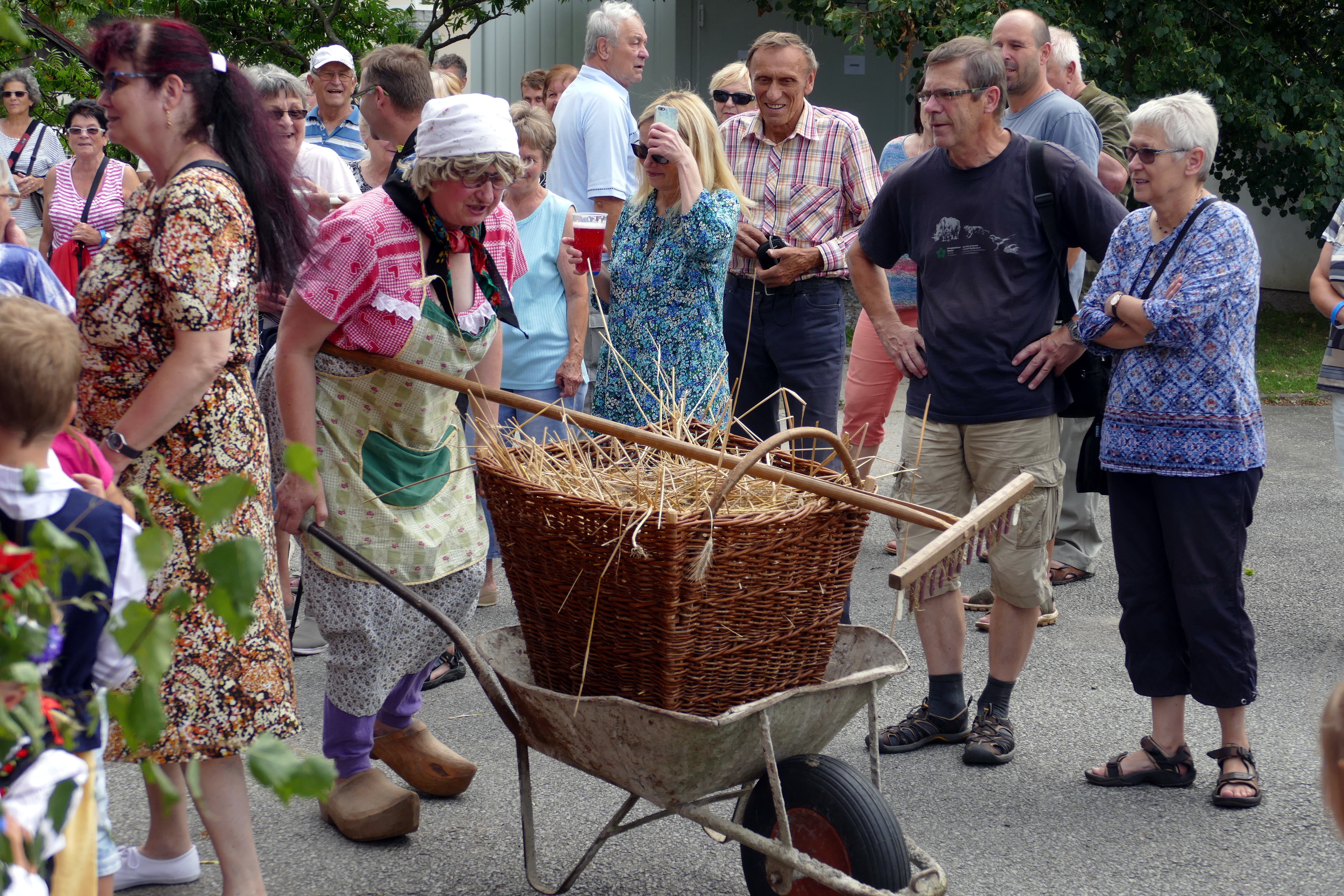
Bába – matka Konopičky
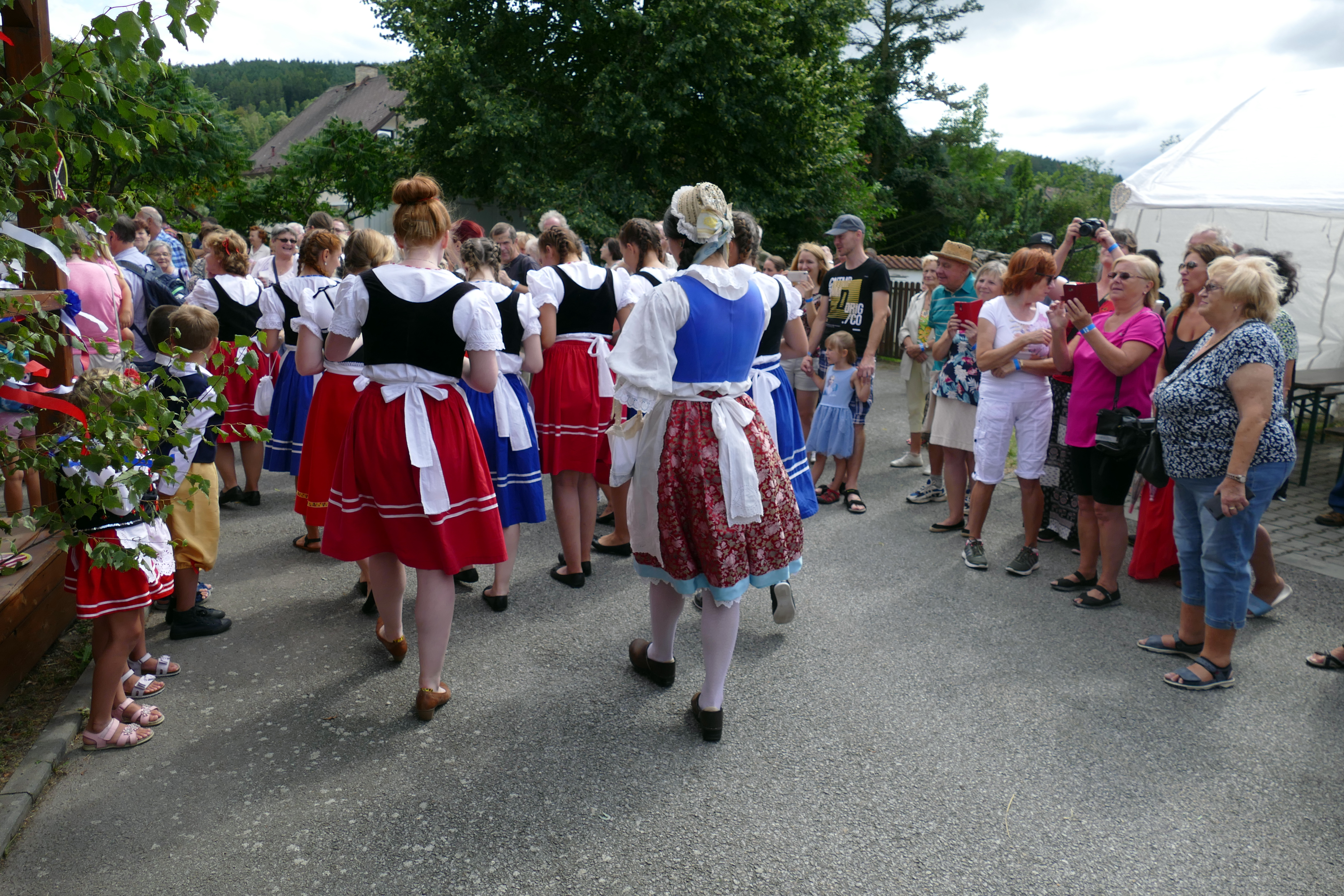
Průvod svatebčanů – obyvatel vesnice – jde na statek
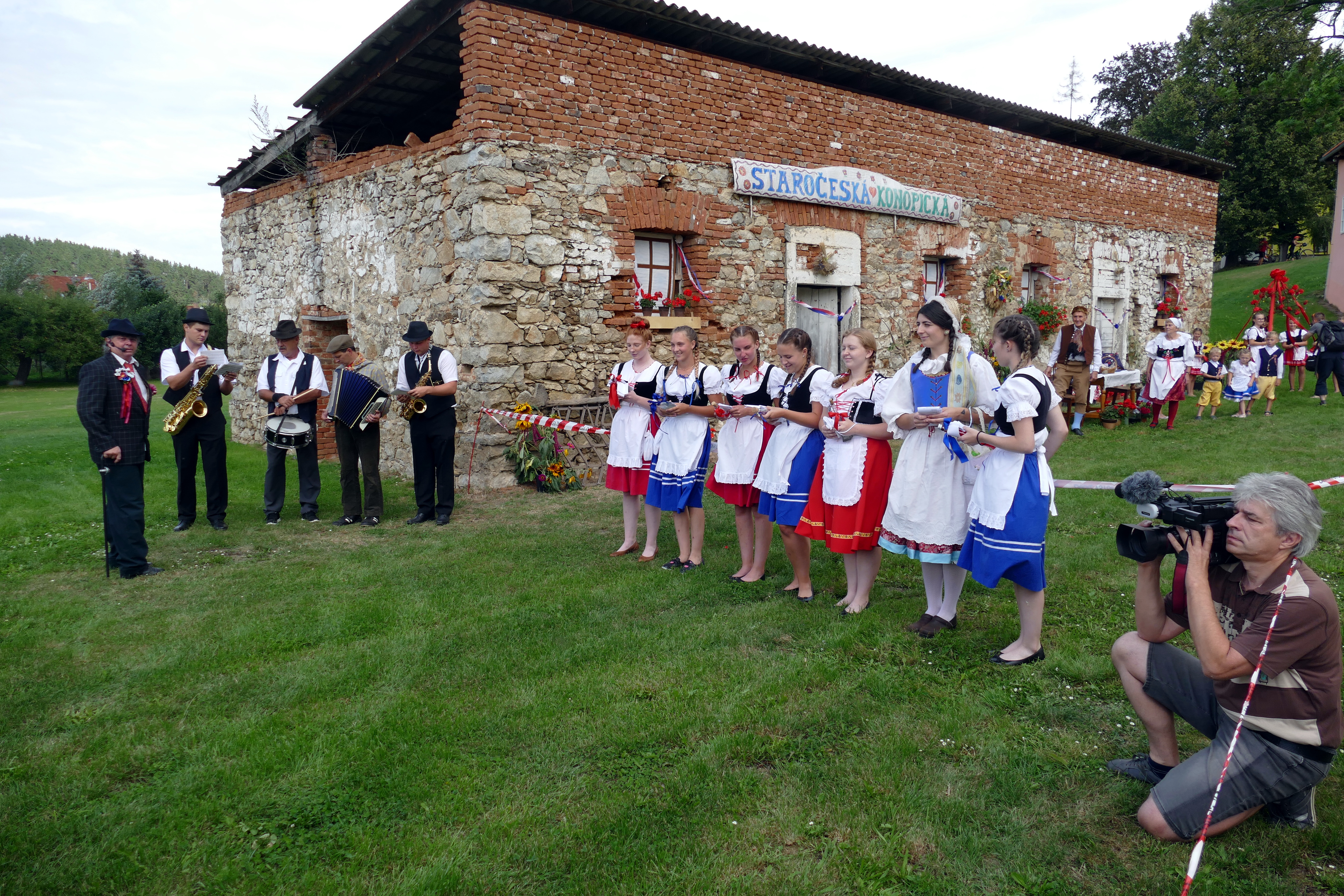
Průvod svatebčanů přišel na statek za starostou, uvítání na statku – děvčata zpívají, mládenci hrají
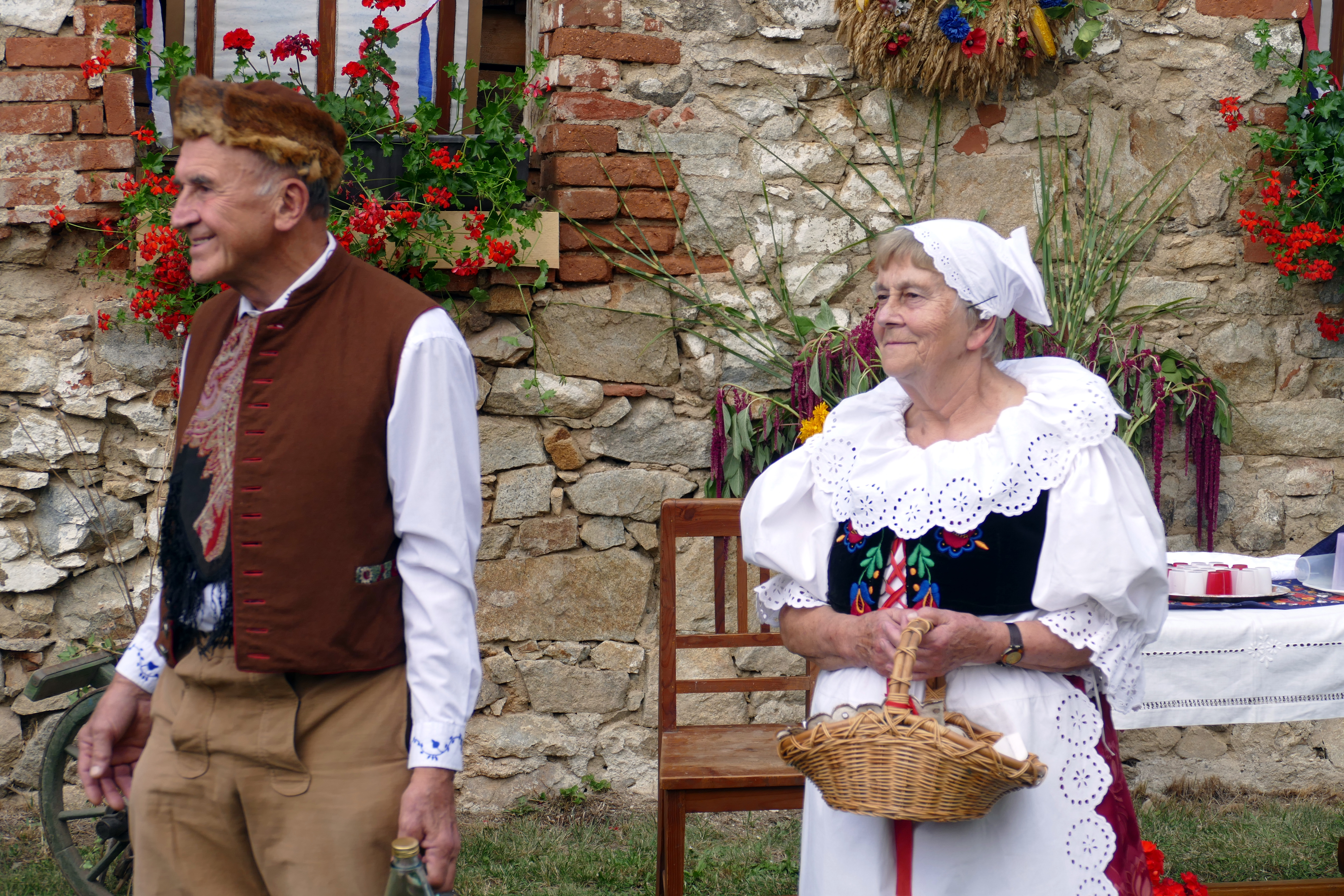
Sedlák (starosta) se selkou vítají příchozí – sedlák nabízí víno a selka má v košíčku koláčky a rozdává je svatebním hostům
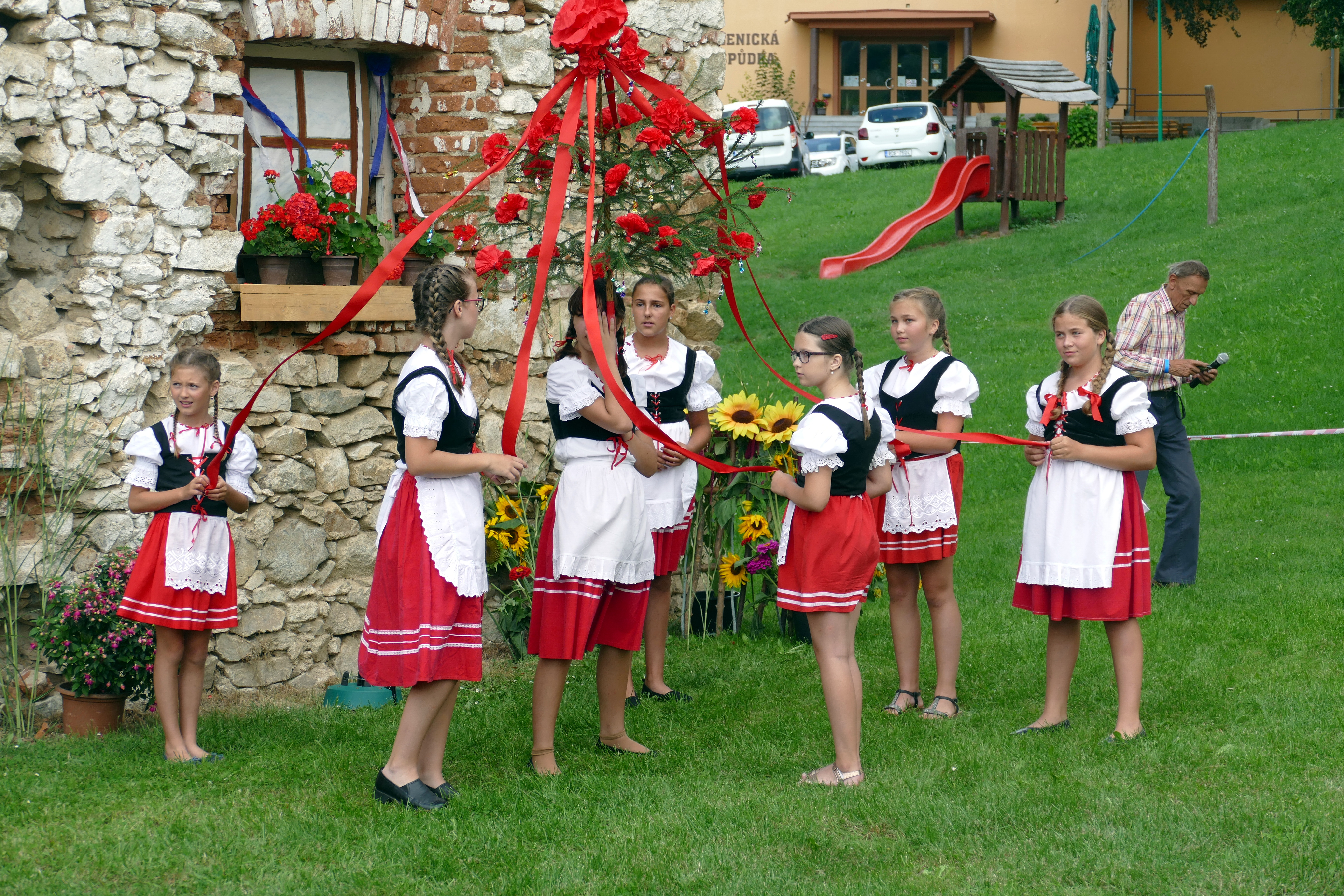
Děvčata s máječkem
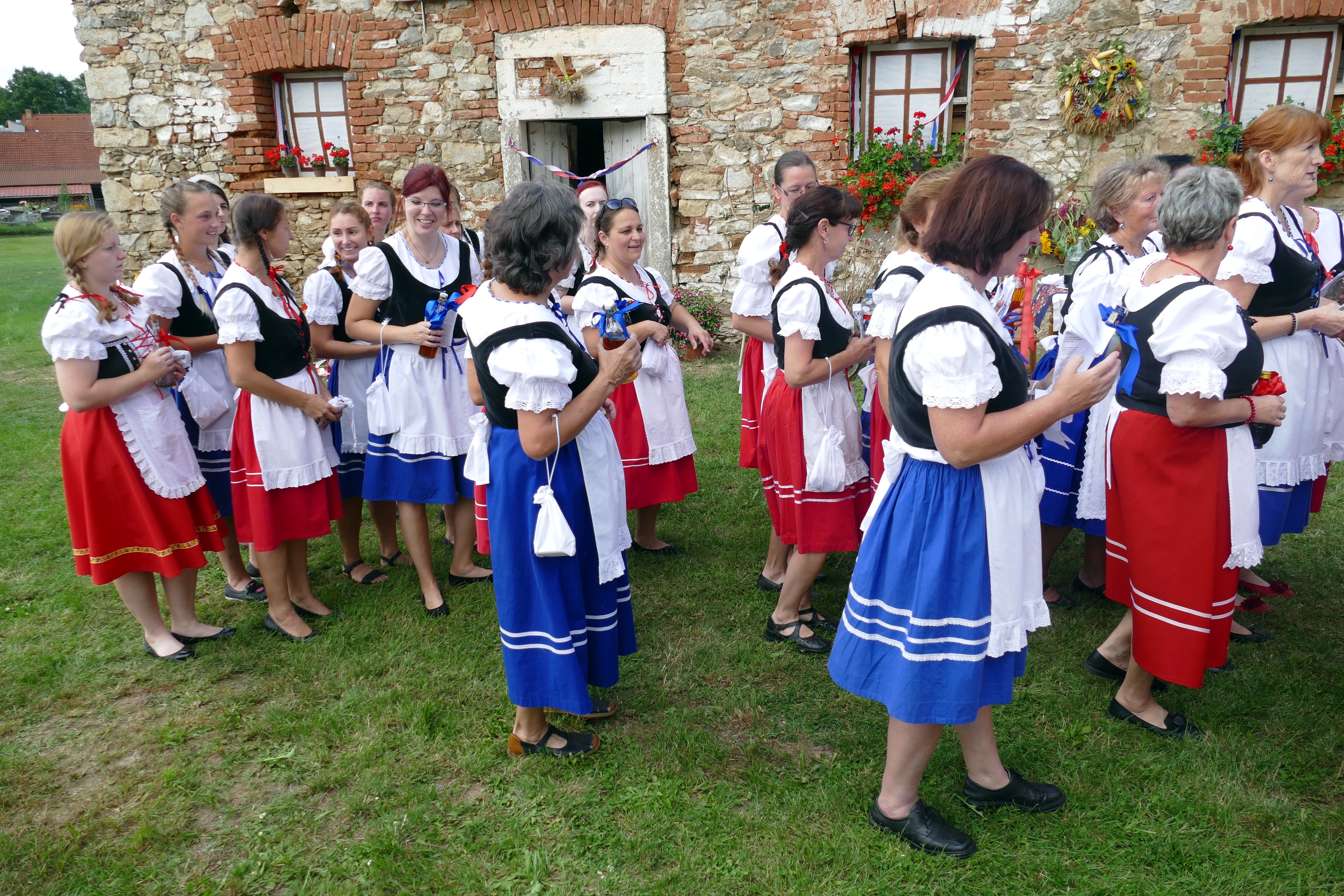
Průvod svatebčanů jde za Pazderníkem (neboli Konopičákem)
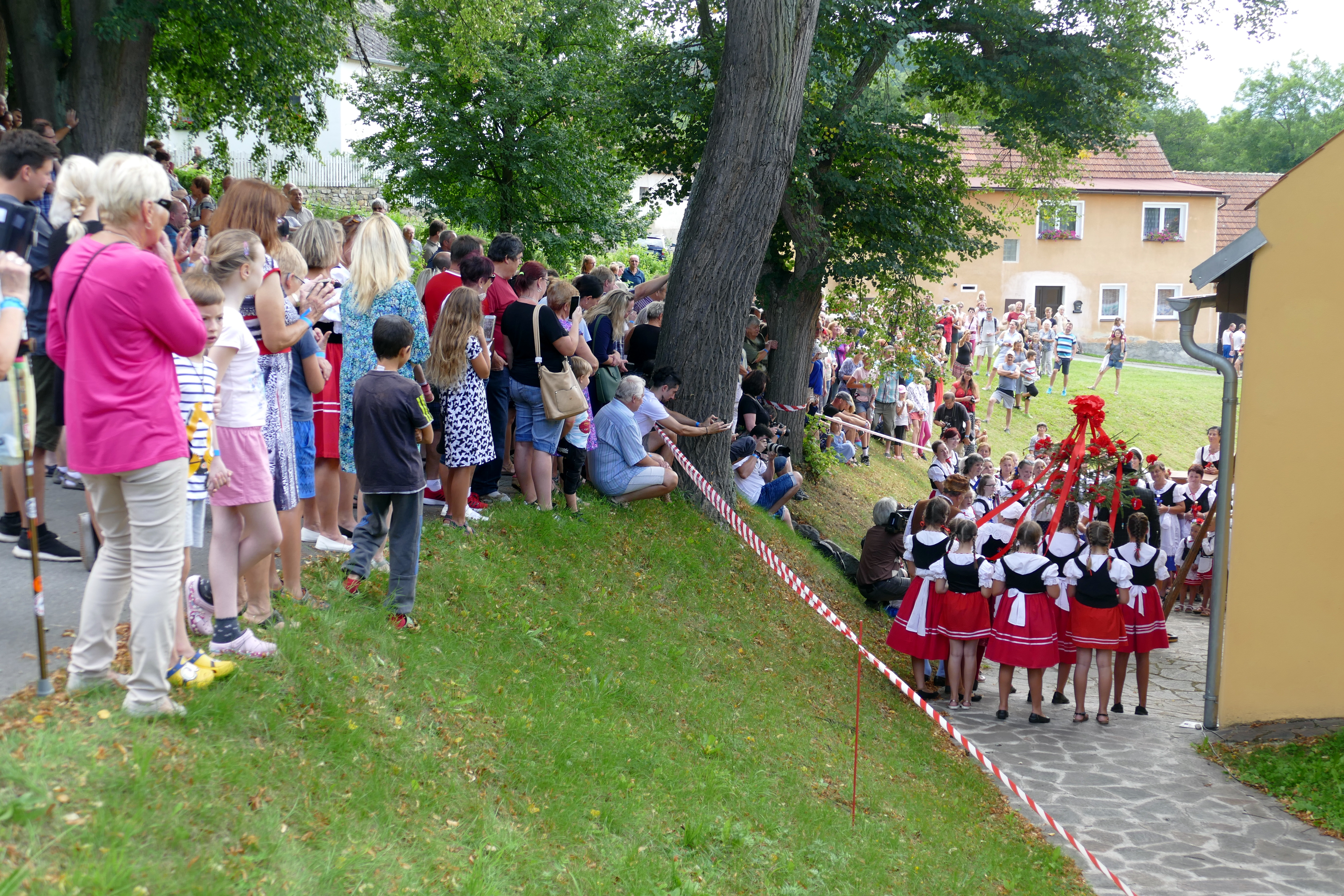
Průvod svatebčanů jde přes ves za Pazderníkem
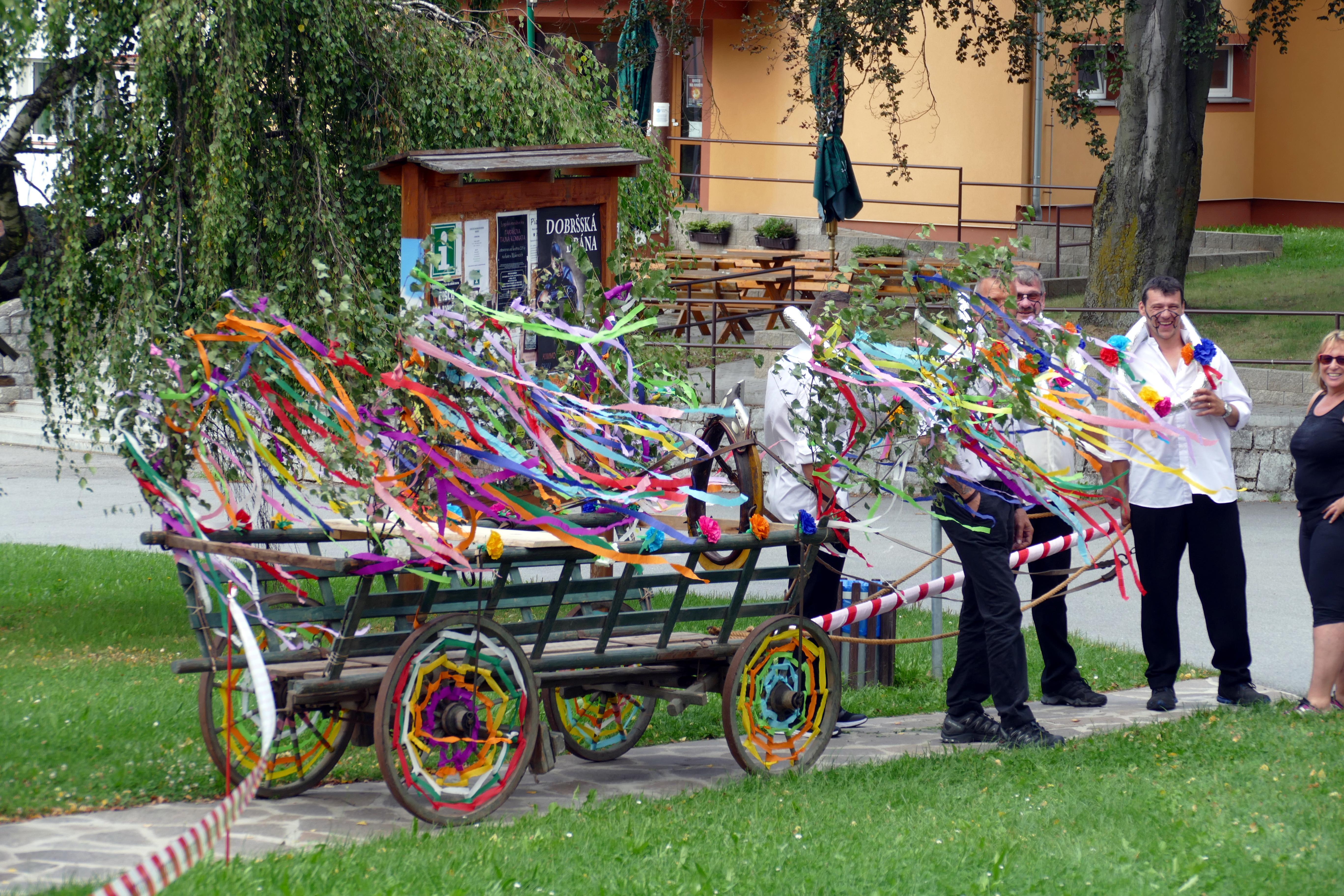
Vezou sebou žebřiňák pro Pazderníka
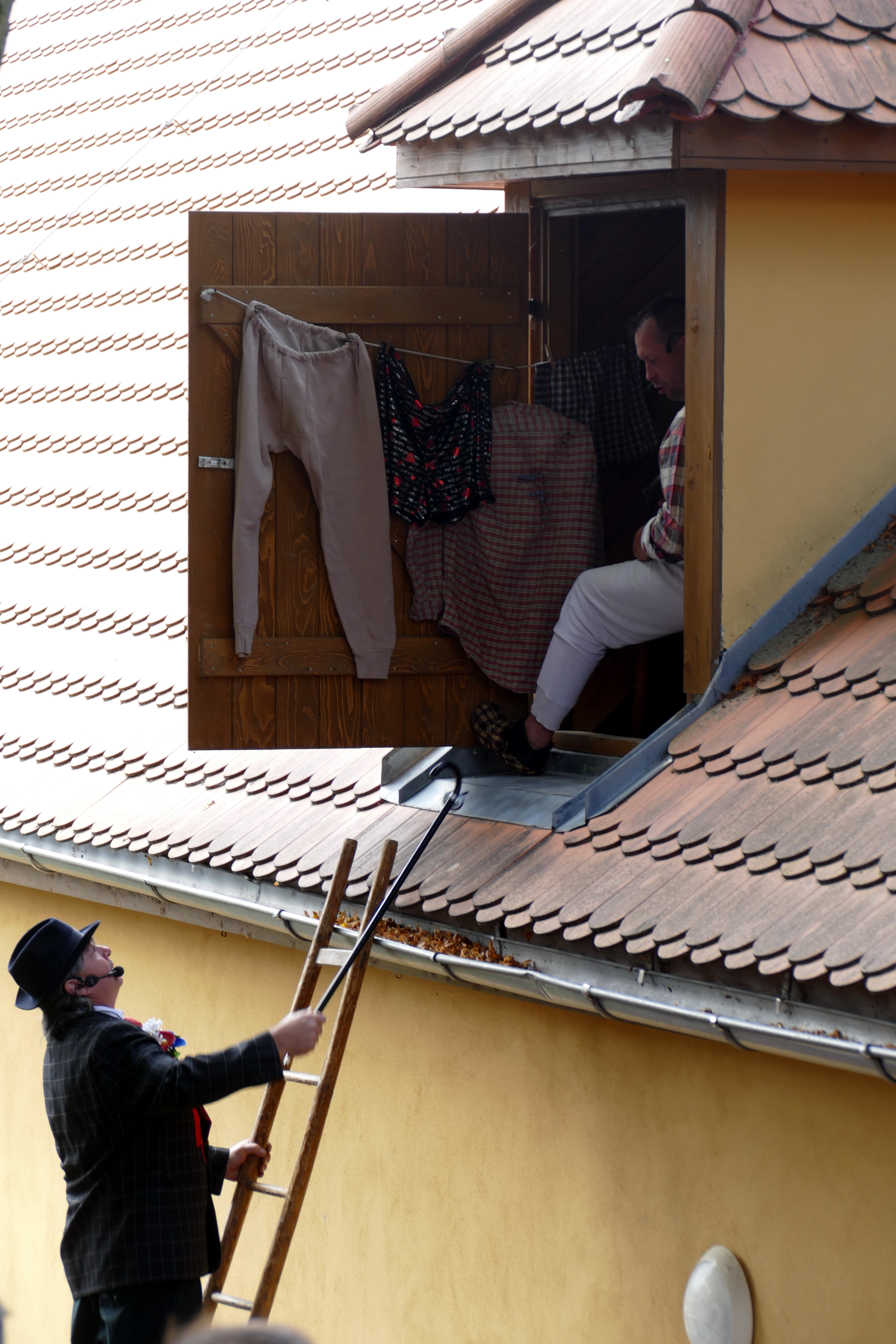
Kecal přemlouvá Pazderníka, aby slezl dolů z vikýře a vzal si Konopičku za ženu
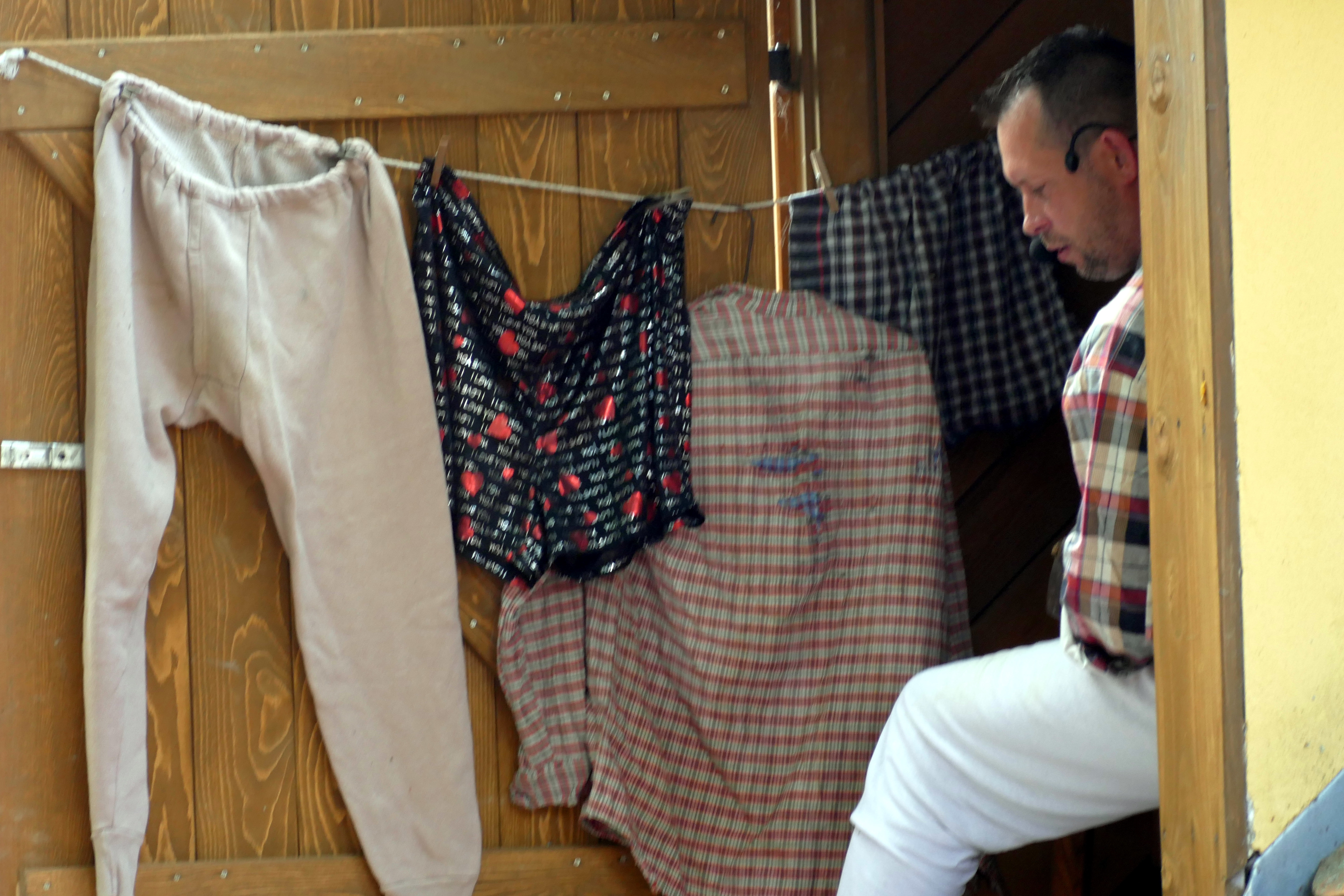
Pazderník bydlí ve vikýři
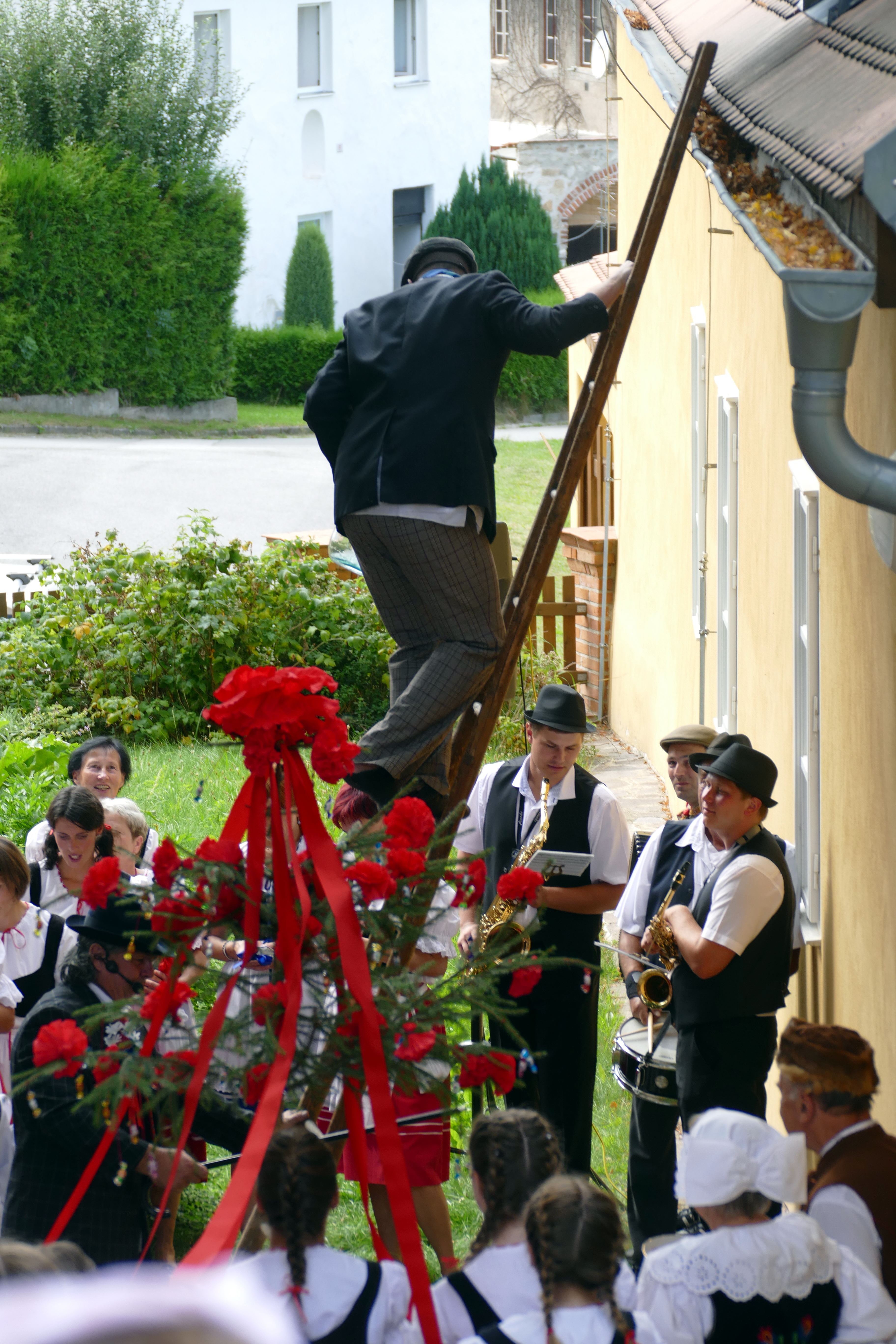
Pazderník byl přemluven jak kecalem, tak i za přispění hudby a písní děvčat a konečně leze dolů z vikýře
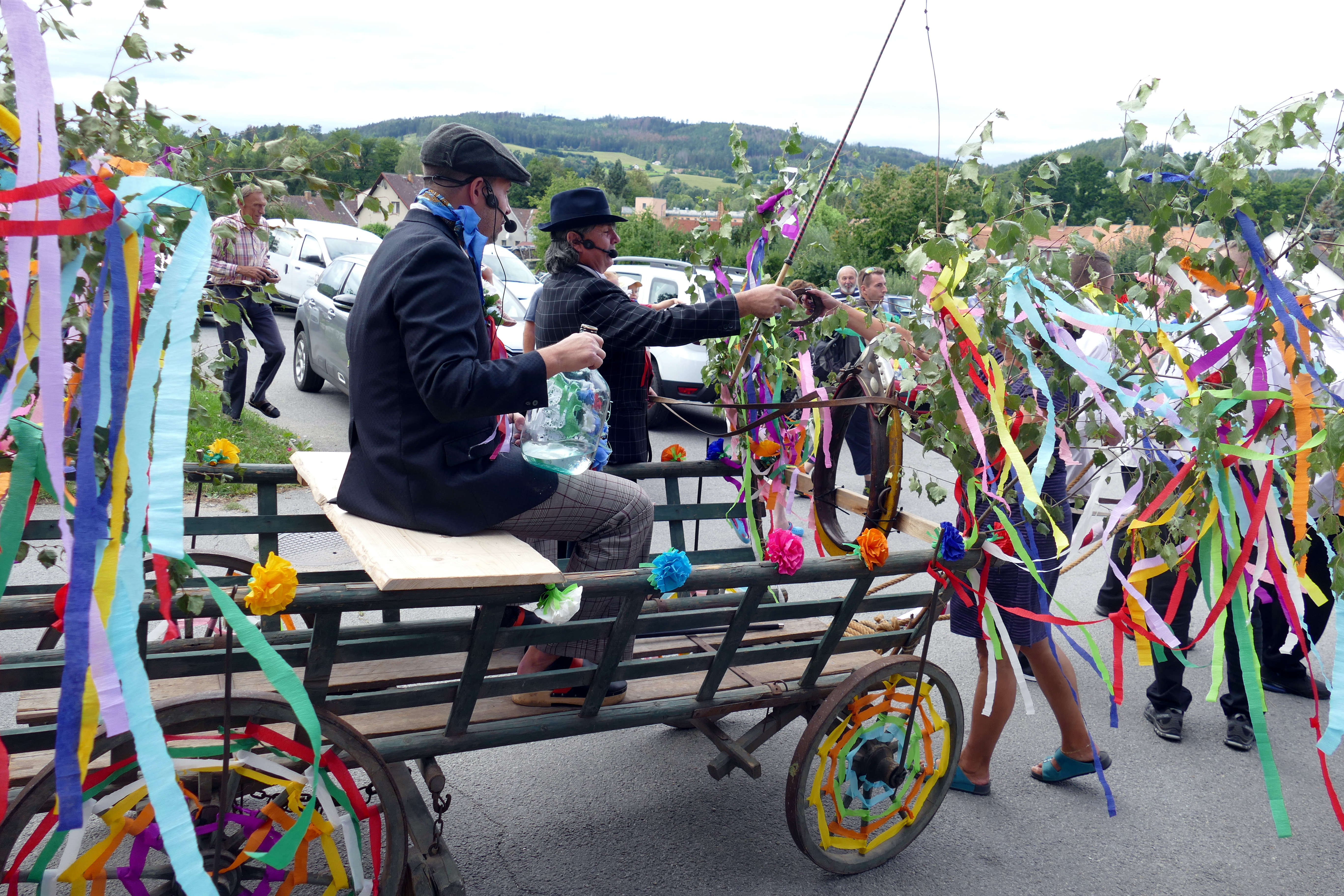
Pazderník jede na námluvy za Konopičkou za zpěvu děvčat, která zpívají, že si vezme Konopičku „bohatou, nažení s ní starý trakař a k tomu kozu rohatou“
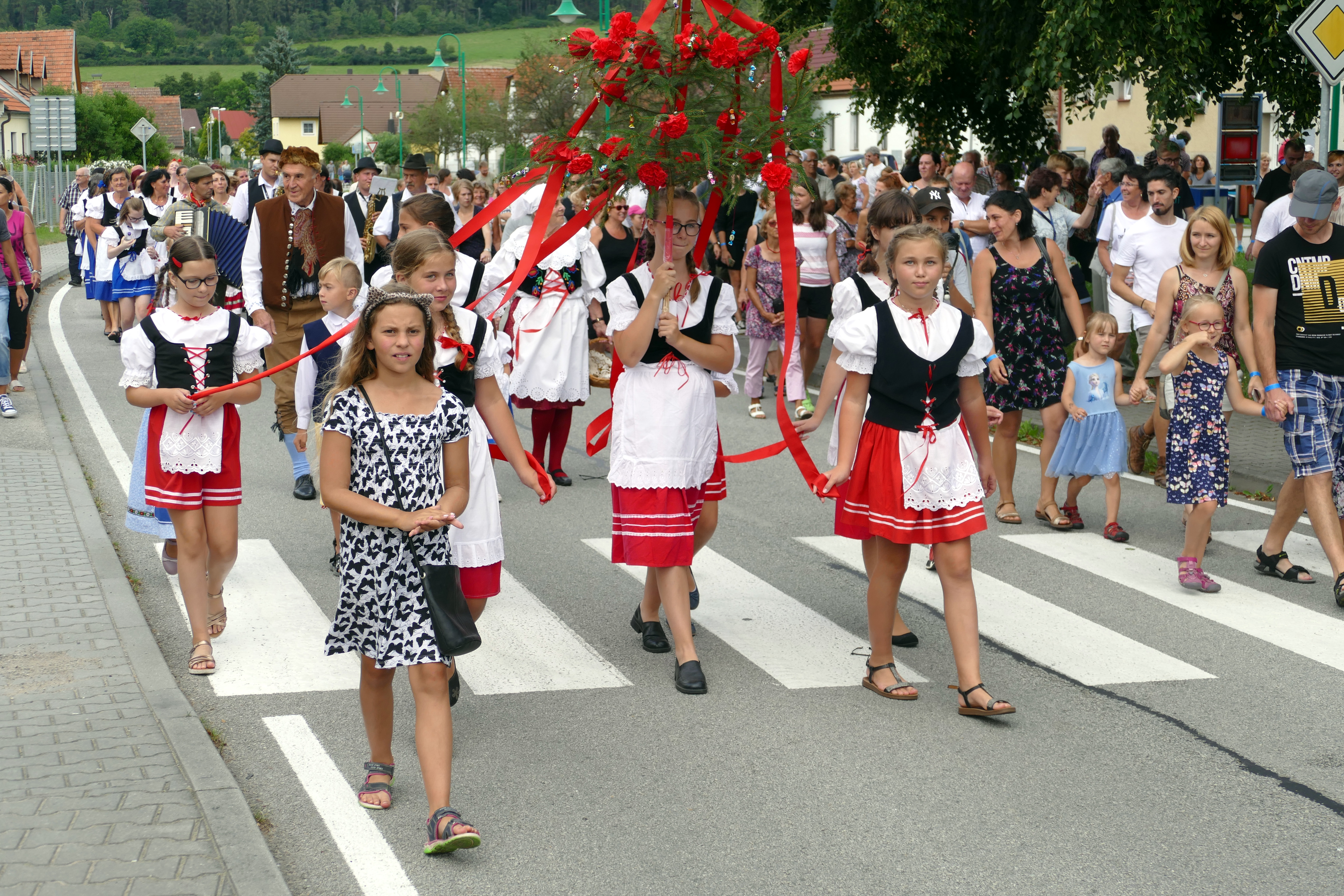
Za povozem jde celý svatební průvod na konec vsi k „domku“ Konopičky
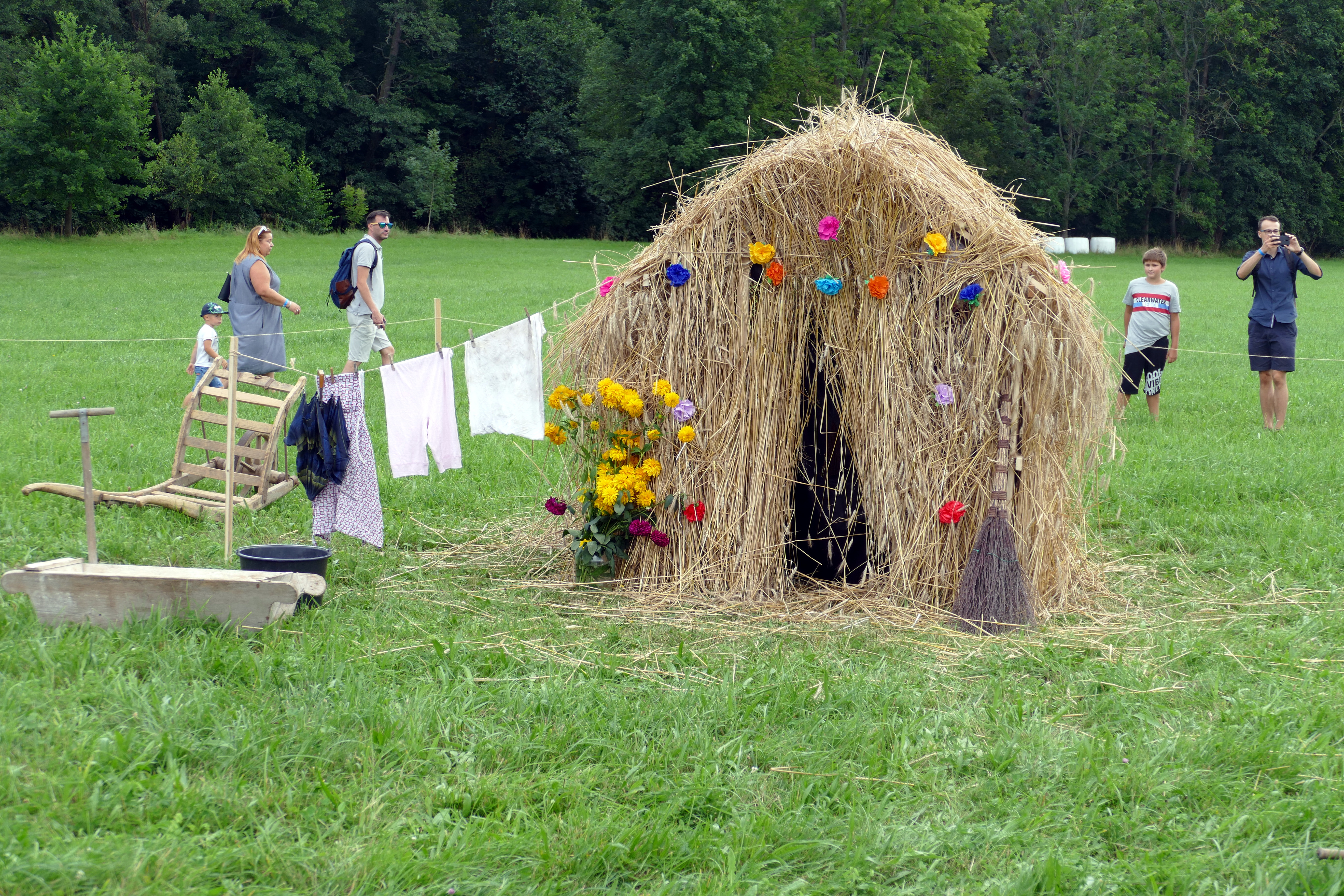
Obydlí Konopičky – bouda ze žitných snopů
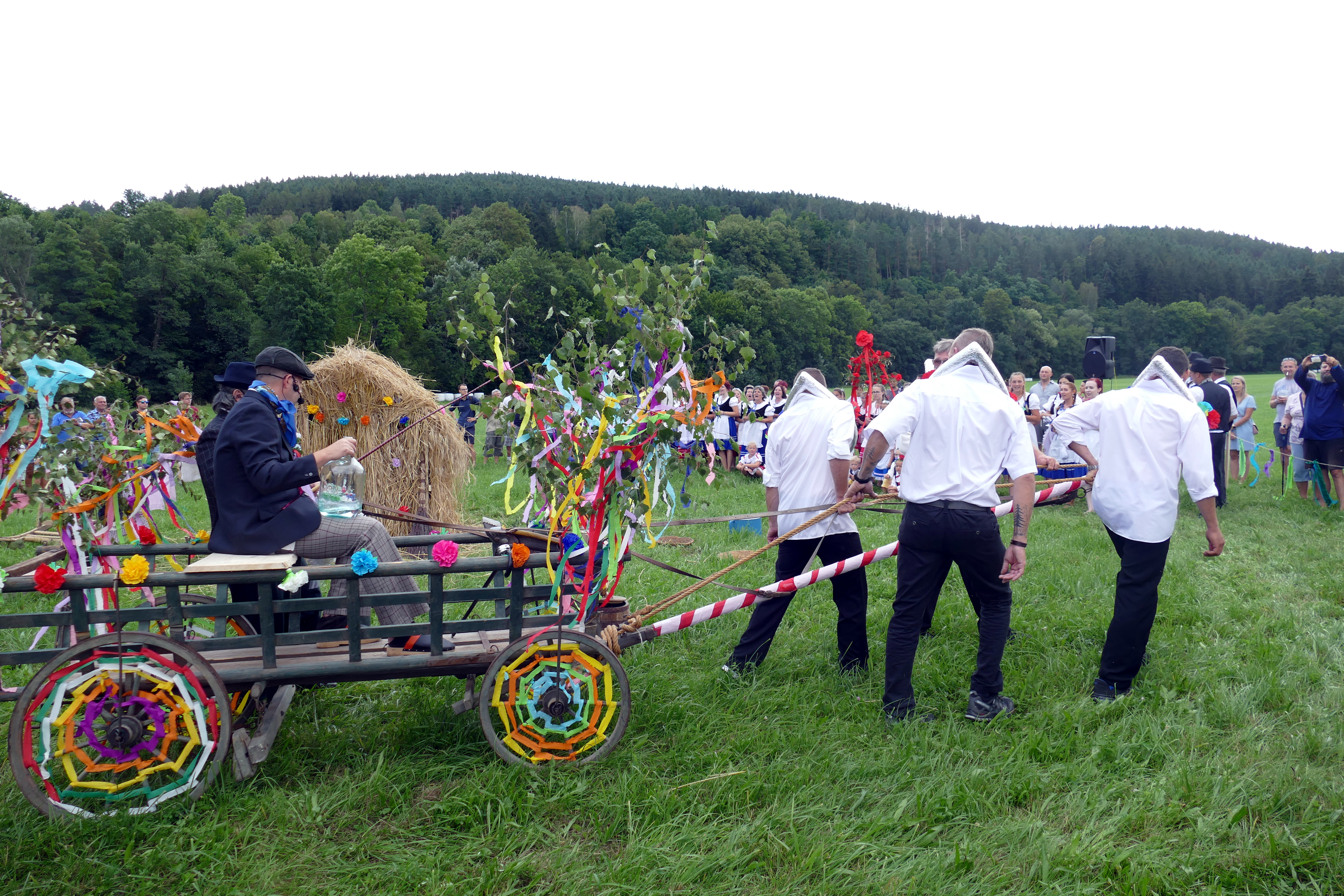
Průvod v čele s Pazderníkem a kecalem přijeli k boudě Konopičky; žebřiňák táhnou 4 koně – místní mládenci
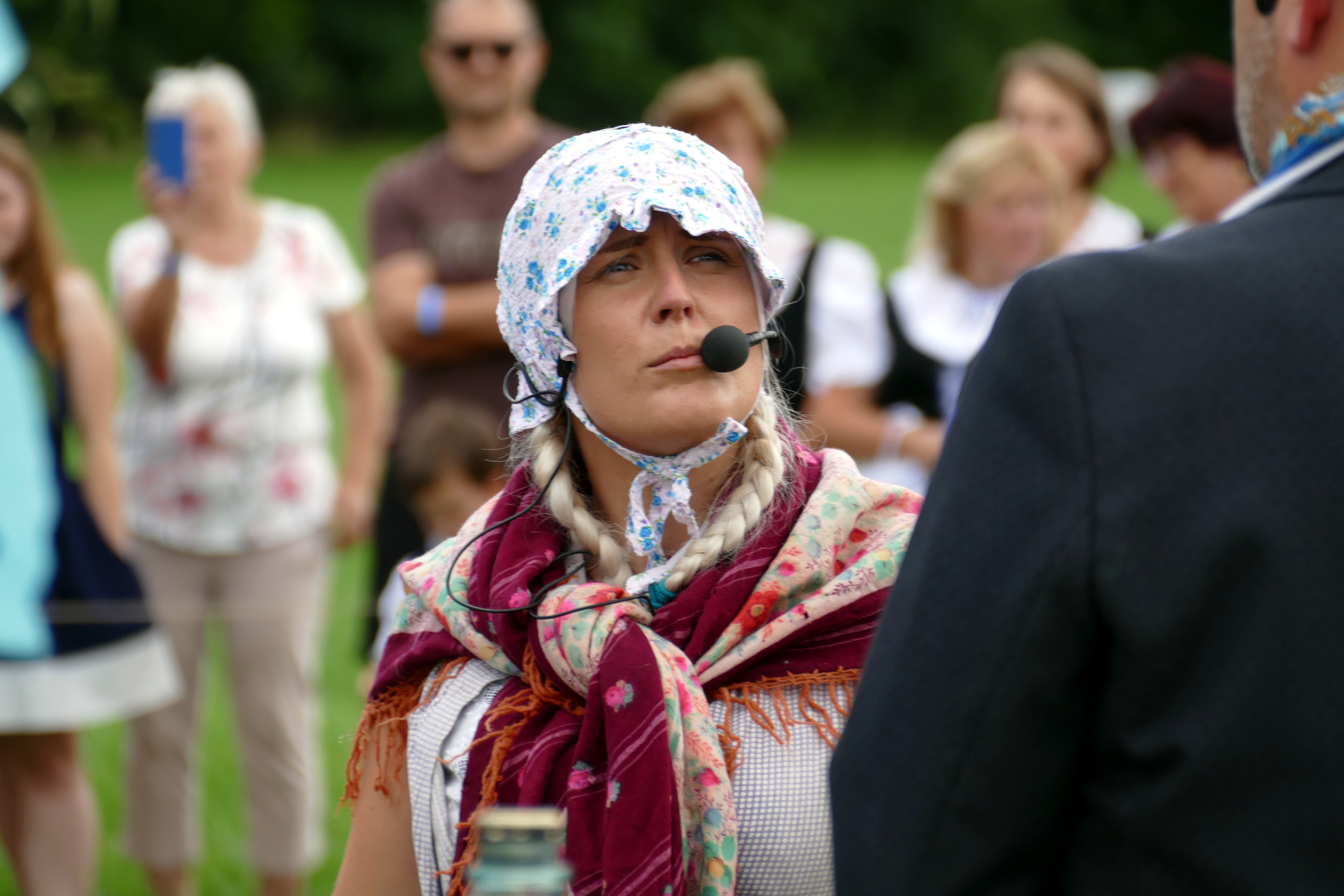
Konopička
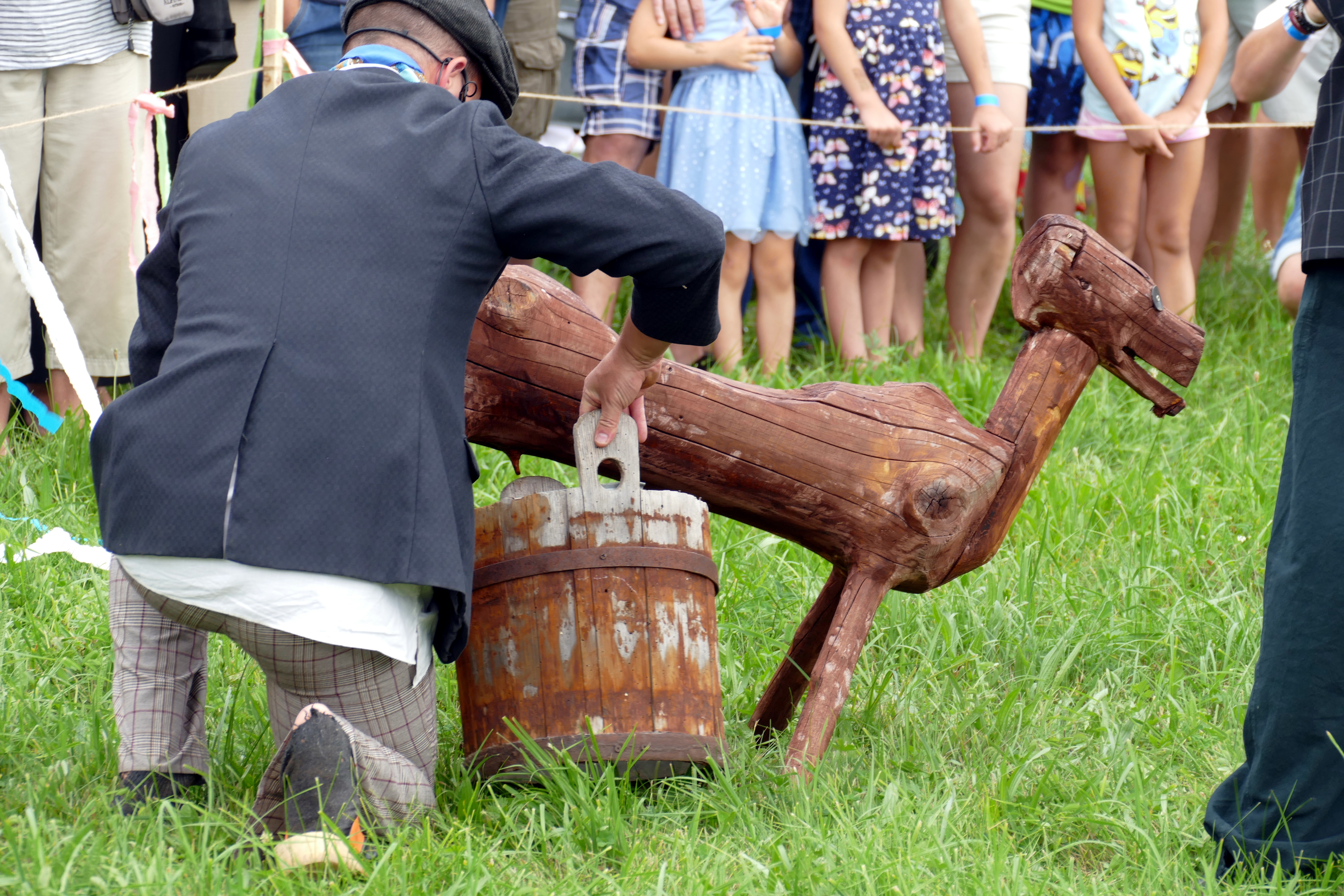
Konopičák dojí kozu, kterou Konopička dostala jako věno
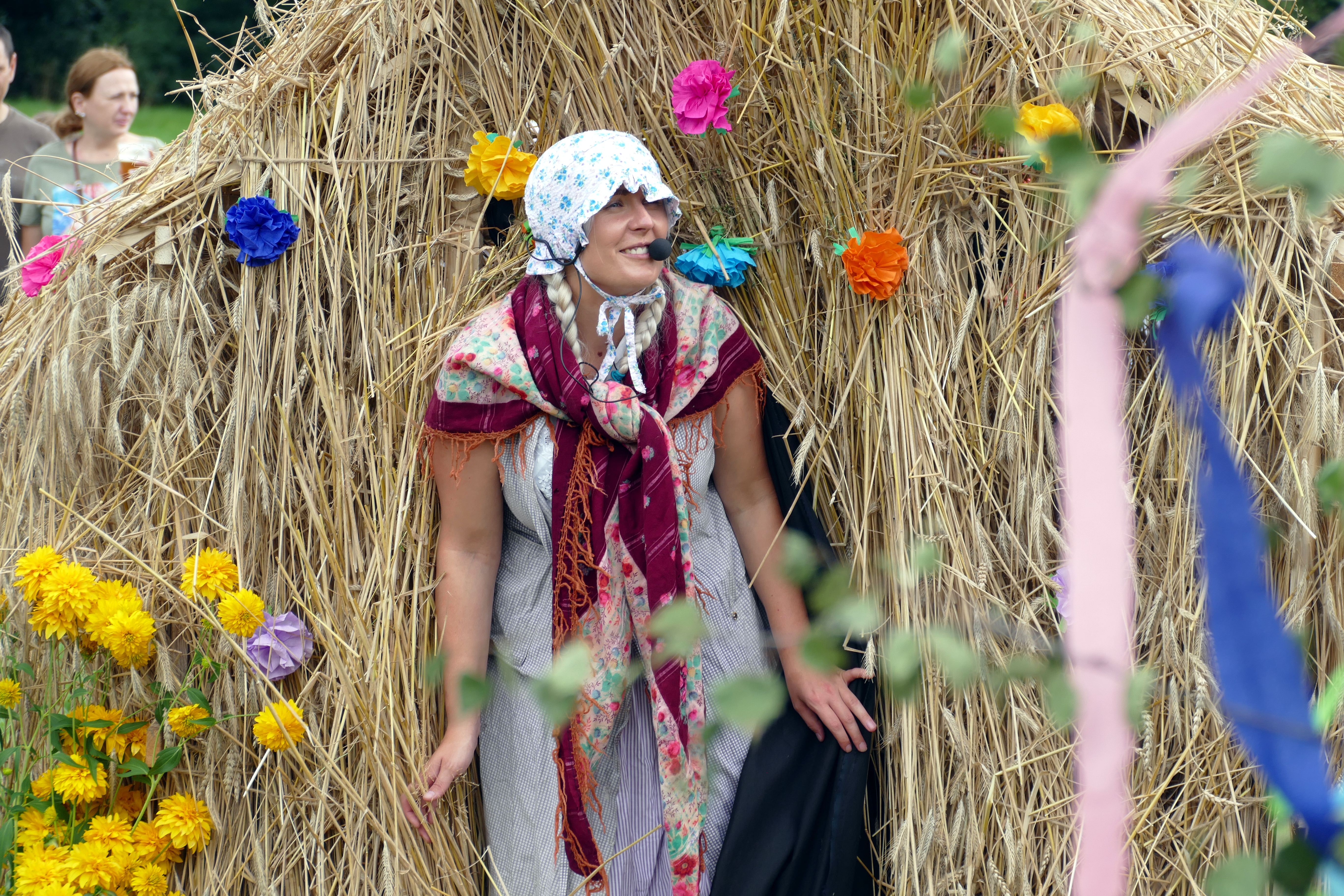
Konopička vylezla z boudy, aby zjistila, co se to děje
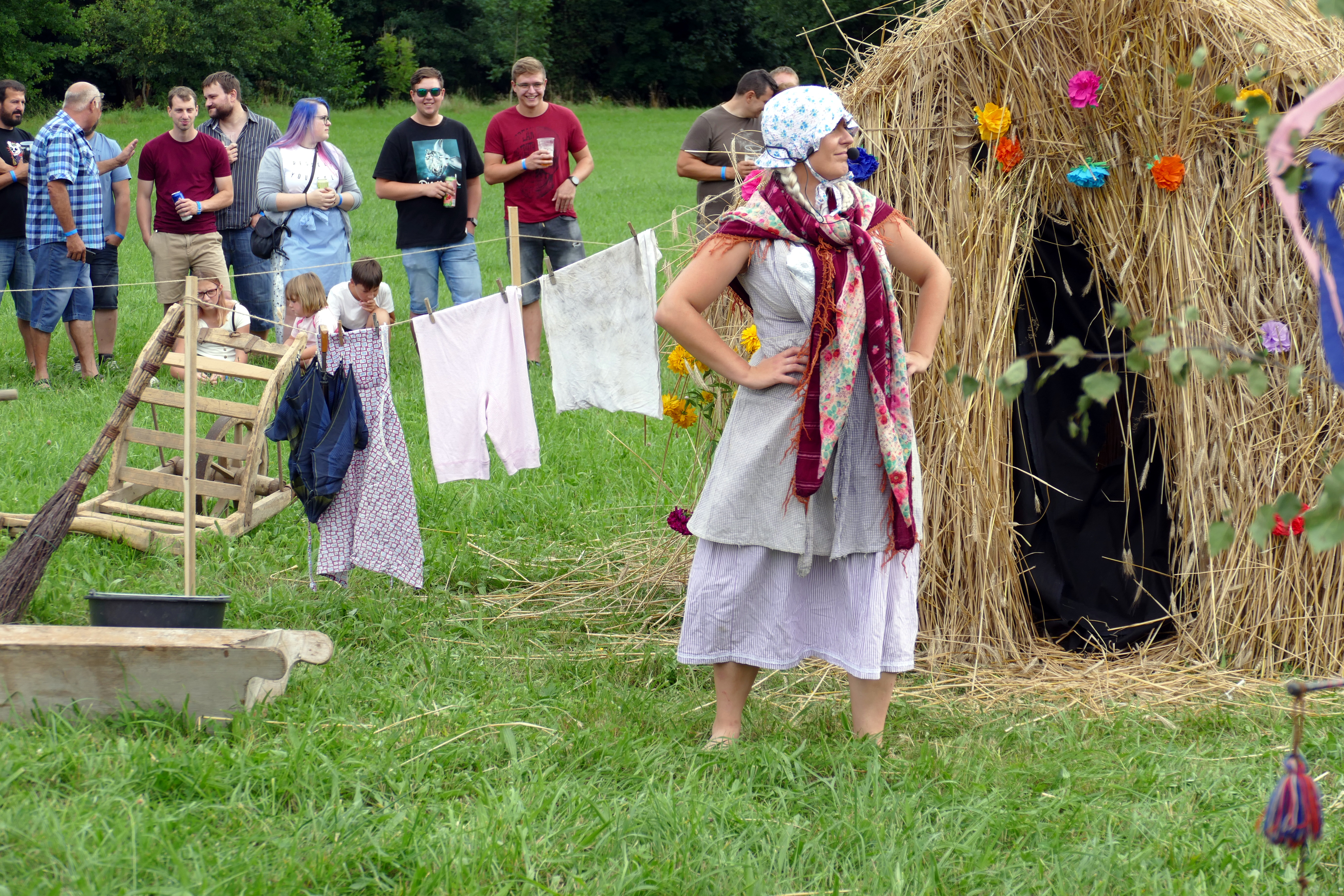
Konopička ukazuje svoje přednosti
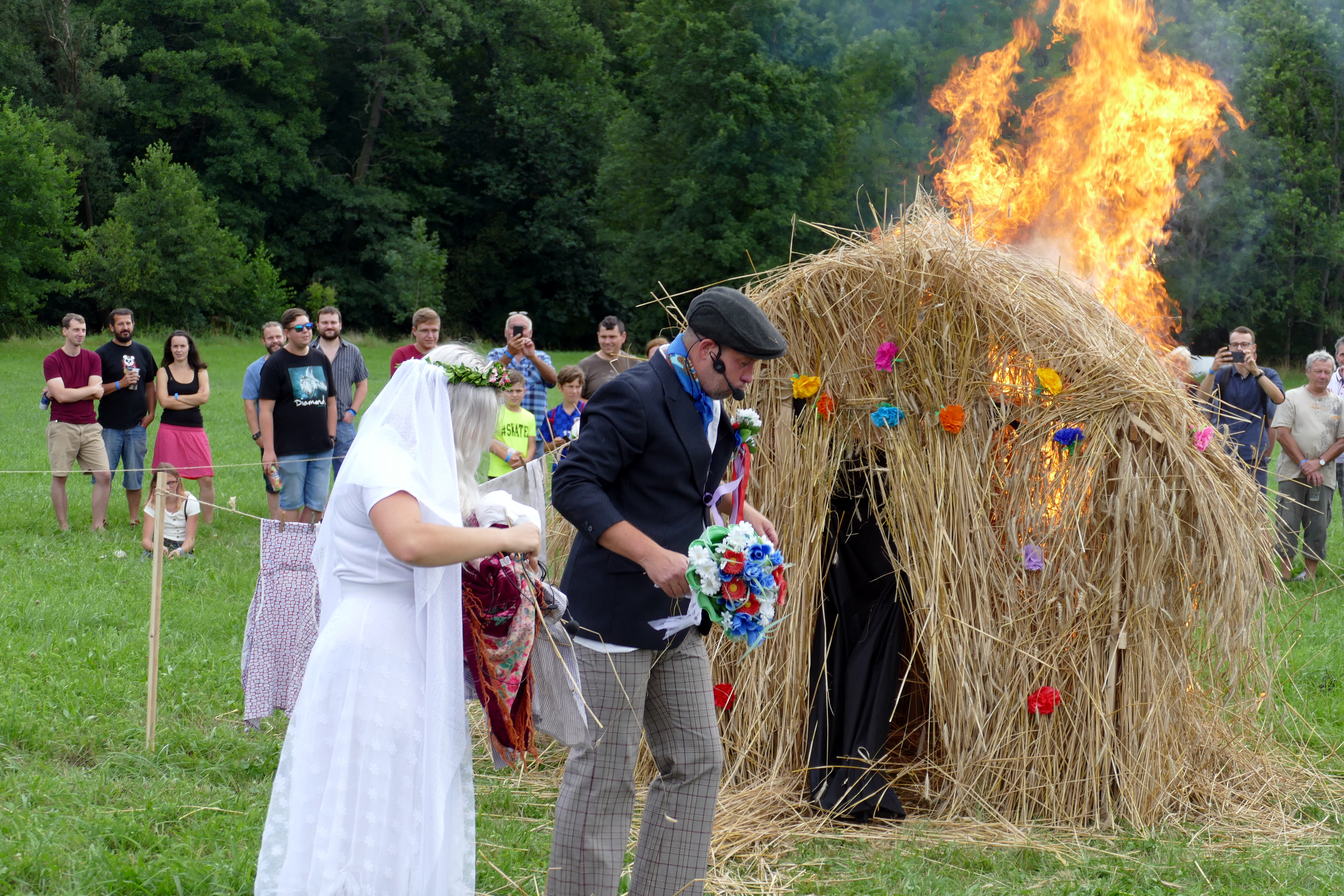
Po kopulaci novomanželů začala bouda hořet
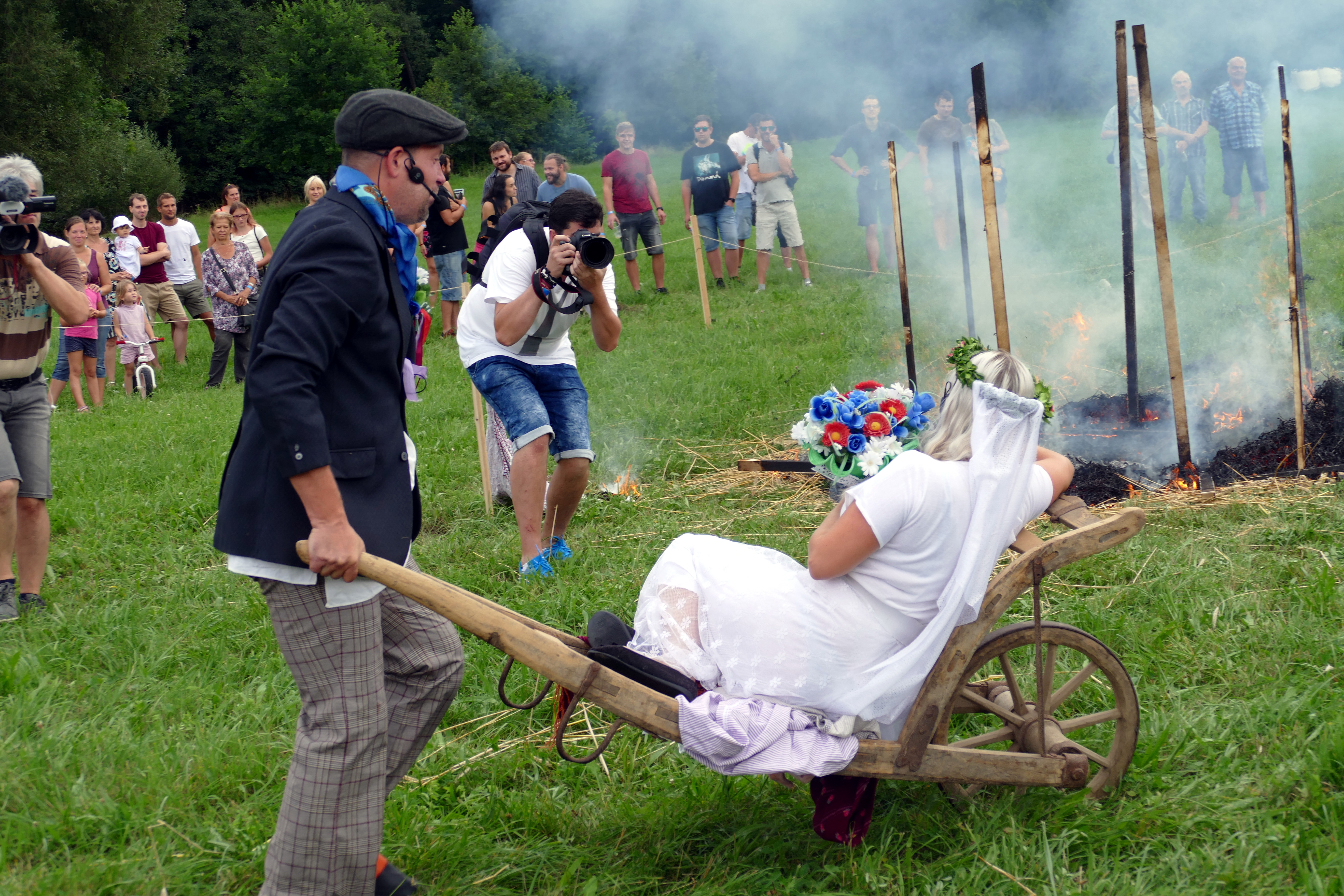
Pazderník si odváží Konopičku na trakaři, který dostala věnem. Bouda shořela
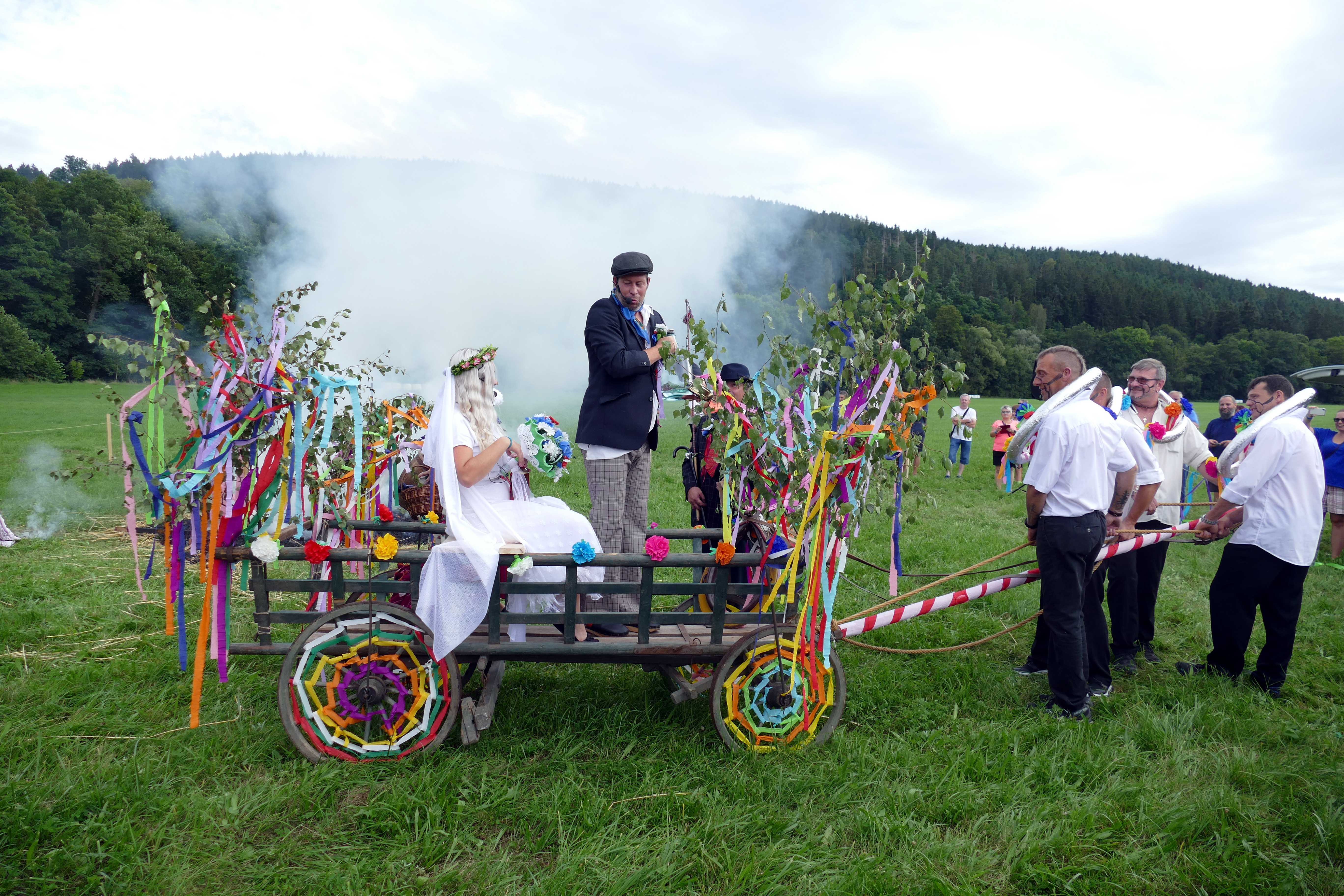
Novomanželé nasedli do přistaveného žebřiňáku a za zpěvu děvčat odjíždějí v průvodu ostatních svatebčanů do hospody
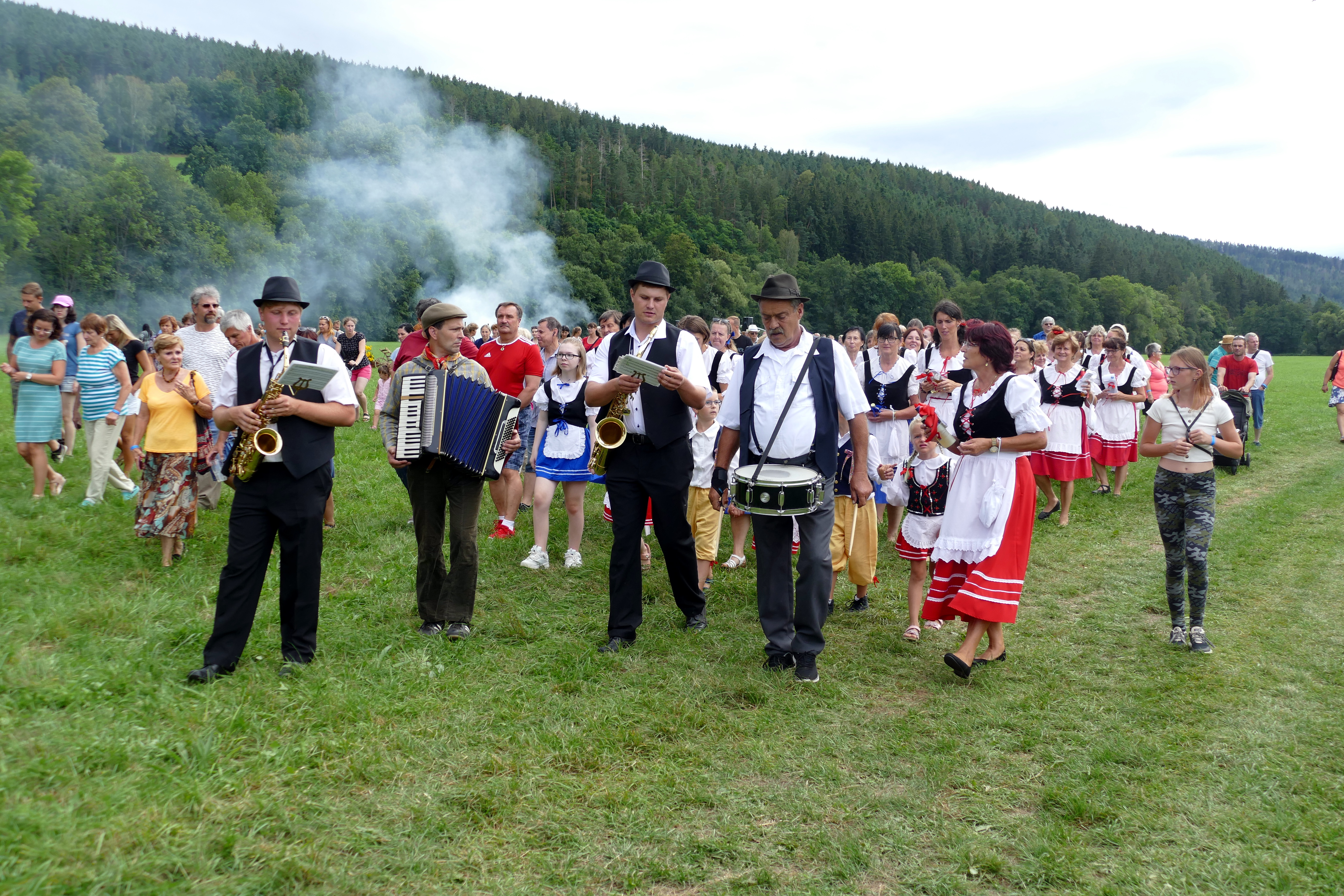
Průvod svatebčanů směřující k hospodě
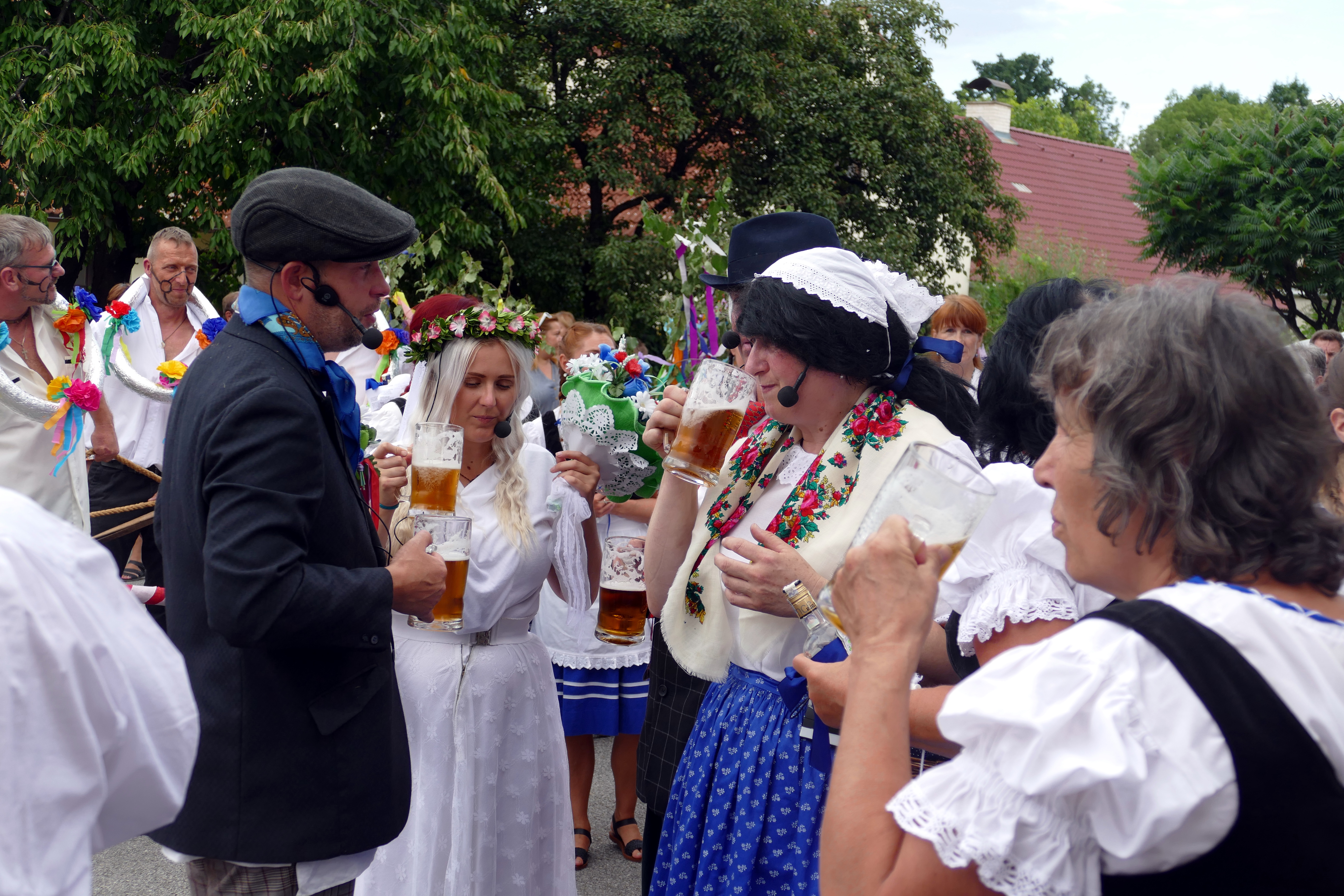
Popíjení piva, všeobecné veselí
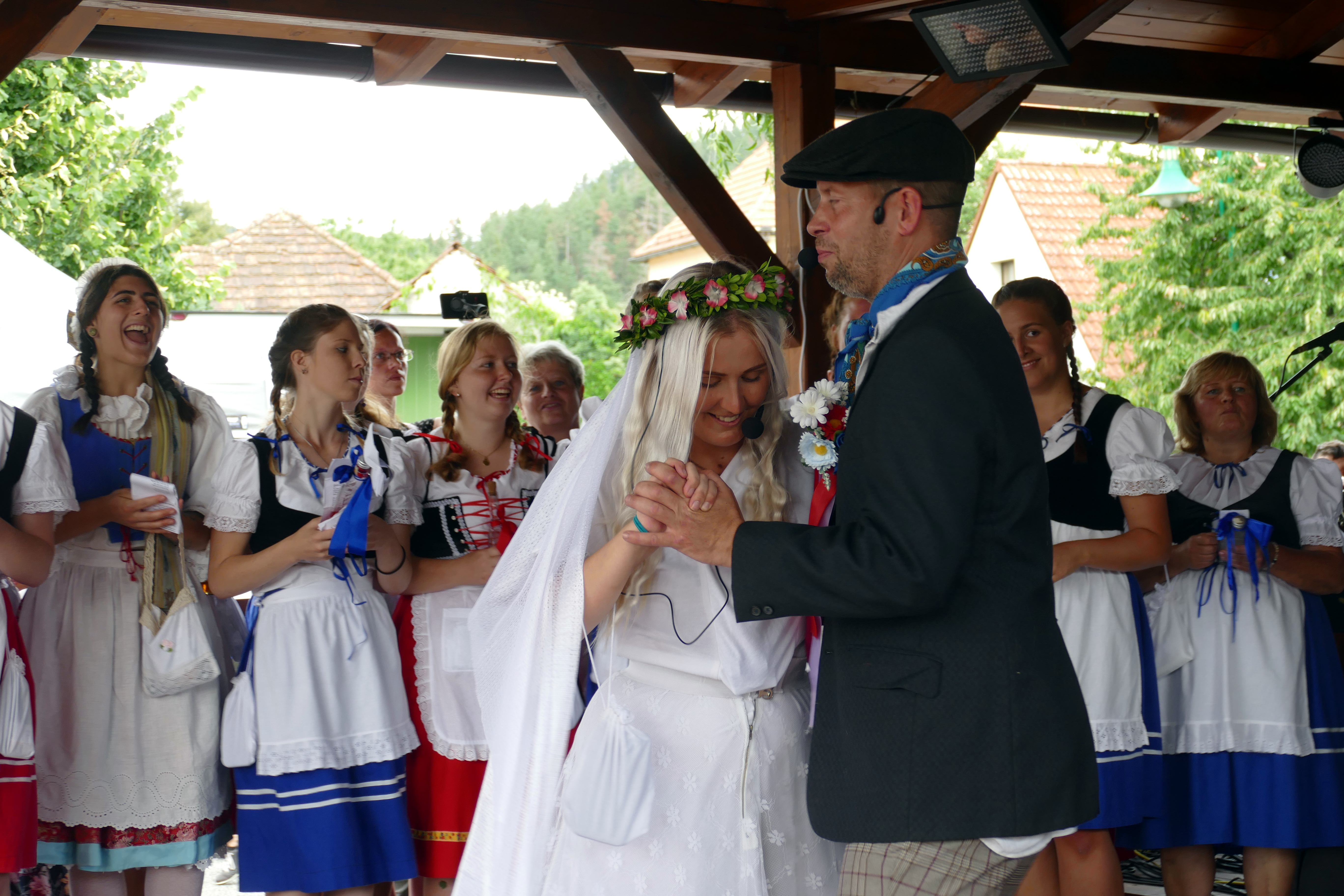
Za zpěvu a tance Staročeská konopická končí

## Galerie

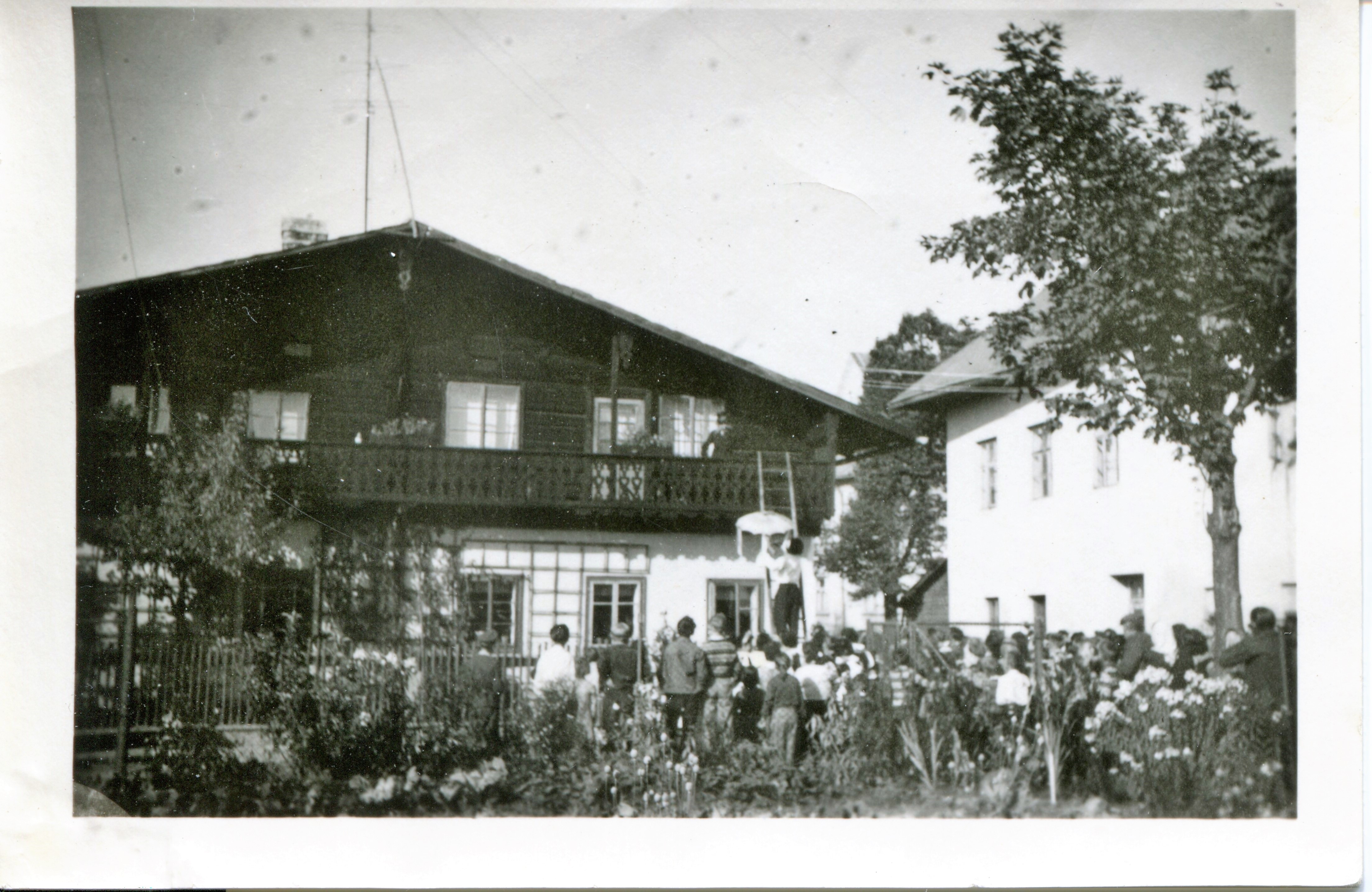
Konopická u domu čp. 71 ve Volarech
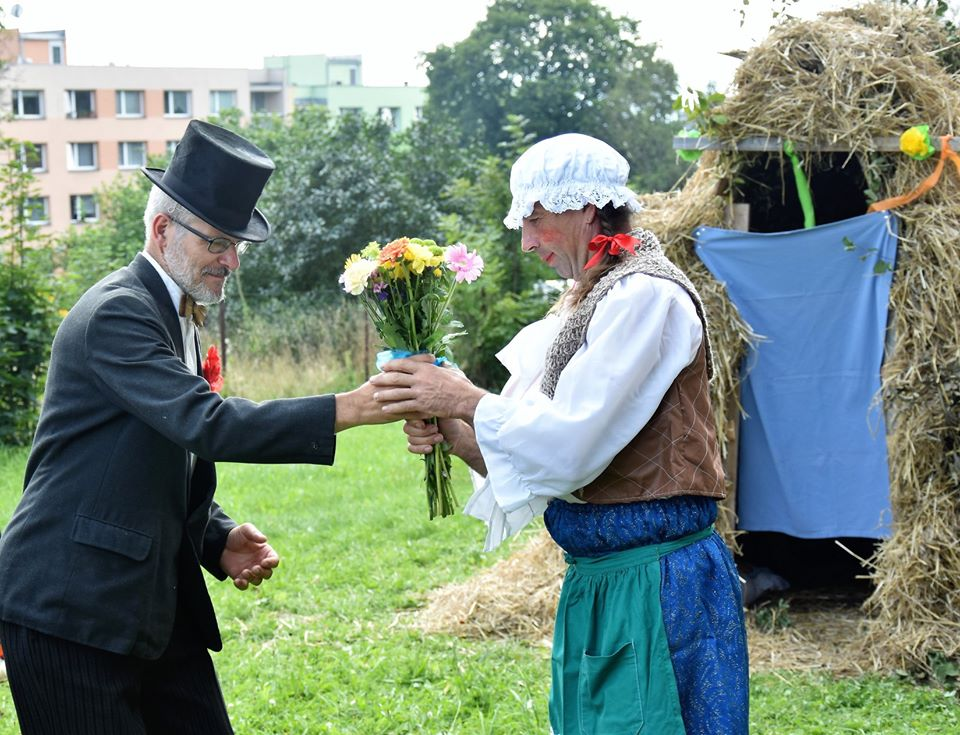
Konopická ve Volarech v roce 2019
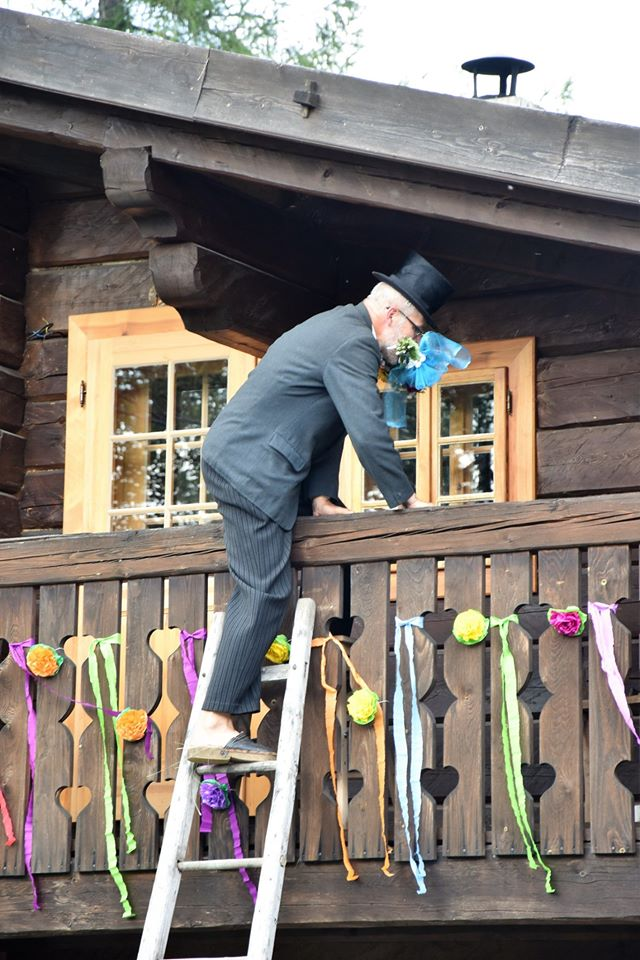
Konopická ve Volarech v roce 2019
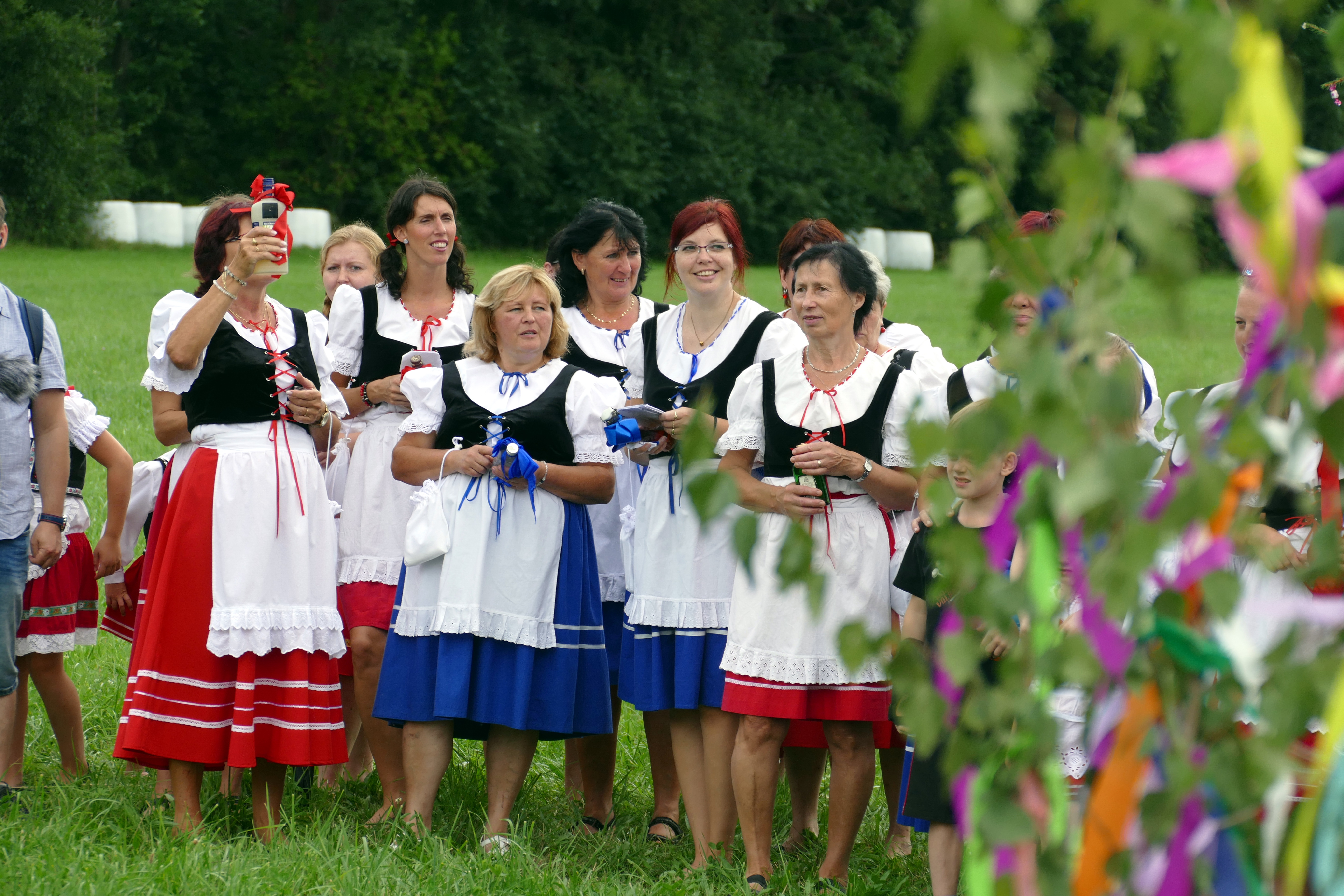
Konopická v Malenicích u Volyně, 2020